# Espiritismo
Espiritismo, doutrina espírita ou kardecismo é uma doutrina espiritualista e reencarnacionista estabelecida na França em meados do século XIX pelo autor e educador Allan Kardec (pseudônimo de Hippolyte Léon Denizard Rivail). Como tal, pretende explicar, a partir de uma perspectiva cristã, o ciclo pelo qual um espírito supostamente retorna à existência material após a morte do antigo corpo em que habitava, além da evolução pela qual ele passa durante este processo. O conceito também interage com concepções filosóficas e científicas sobre a relação entre o físico e a moral. O espiritismo surgiu como um novo movimento religioso ramificado do campo espiritualista, as noções e práticas associadas à comunicação espiritual disseminadas em toda a América do Norte e Europa desde os anos 1850.
Kardec criou o termo espiritismo em 1857 e o definiu como "a doutrina fundada sobre a existência, as manifestações e o ensino dos espíritos". Mesmo não sendo reconhecido como ciência, Kardec dizia que o espiritismo alia aspectos científicos, filosóficos e religiosos, buscando uma melhor compreensão não apenas do universo tangível, mas também do universo a esse transcendente. Depois de observar e analisar as mesas girantes, o professor Rivail ficou intrigado com o fato da mesa se mover sem que ela tenha músculos ou formular respostas, sem que ela tenha cérebro. E foi o próprio agente causador do fenômeno que teria respondido: "Não é a mesa que pensa! Somos nós, as almas dos homens que viveram na Terra". Rivail foi então estudar este e outros fenômenos, tal como a chamada "incorporação" e a mediunidade.
A doutrina é baseada em cinco "obras básicas", chamadas de Codificação Espírita, publicada por Kardec entre 1857 e 1868. A codificação é composta por O Livro dos Espíritos, O Livro dos Médiuns, O Evangelho segundo o Espiritismo, O Céu e o Inferno e A Gênese. Somam-se ainda as chamadas obras "complementares", como O Que é o Espiritismo?, Revista Espírita e Obras Póstumas. Seus seguidores consideram o espiritismo uma doutrina voltada para o aperfeiçoamento moral do homem e acreditam na existência de um Deus único, na possibilidade de comunicação útil com os espíritos através de médiuns e na reencarnação como processo de crescimento espiritual e justiça divina.
De acordo com o Conselho Espírita Internacional, o espiritismo está representado em 36 países ao redor do mundo, com mais de 13 milhões de adeptos, sendo mais difundido no Brasil, onde conta com cerca de 3,3 milhões de seguidores, segundo dados do Instituto Brasileiro de Geografia e Estatística (IBGE), e mais de 30 milhões de simpatizantes, de acordo com a Federação Espírita Brasileira (FEB). Os espíritas também são conhecidos por influenciar e promover um movimento de assistência social filantrópica. O espiritismo teve uma forte influência em várias outras correntes religiosas, como a santeria, a umbanda e os movimentos new age.

## Definição
O termo espiritismo (do francês antigo "spiritisme", onde "spirit": espírito + "isme": doutrina) surgiu como um neologismo, mais precisamente uma palavra-valise, criada pelo pedagogo francês Hippolyte Léon Denizard Rivail (conhecido por Allan Kardec) para nomear especificamente o corpo de ideias por ele sistematizadas em O Livro dos Espíritos (1857).
Para se designarem coisas novas são precisos termos novos. Assim o exige a clareza da linguagem, para evitar a confusão inerente à variedade de sentidos das mesmas palavras. Os vocábulos; espiritual, espiritualista, espiritualismo têm acepção bem definida. Dar-lhes outra, para aplicá-los à doutrina dos Espíritos, fora multiplicar as causas já numerosas de anfibologia.(...)  Quem quer que acredite haver em si alguma coisa mais do que matéria, é espiritualista. Não se segue daí, porém, que creia na existência dos Espíritos ou em suas comunicações com o mundo visível. Em vez das palavras espiritual, espiritualismo, empregamos, para indicar a crença a que vimos de referir-nos, os termos espírita e espiritismo, cuja forma lembra a origem e o sentido radical e que, por isso mesmo, apresentam a vantagem de ser perfeitamente inteligíveis, deixando ao vocábulo espiritualismo a acepção que lhe é própria.— Allan Kardec

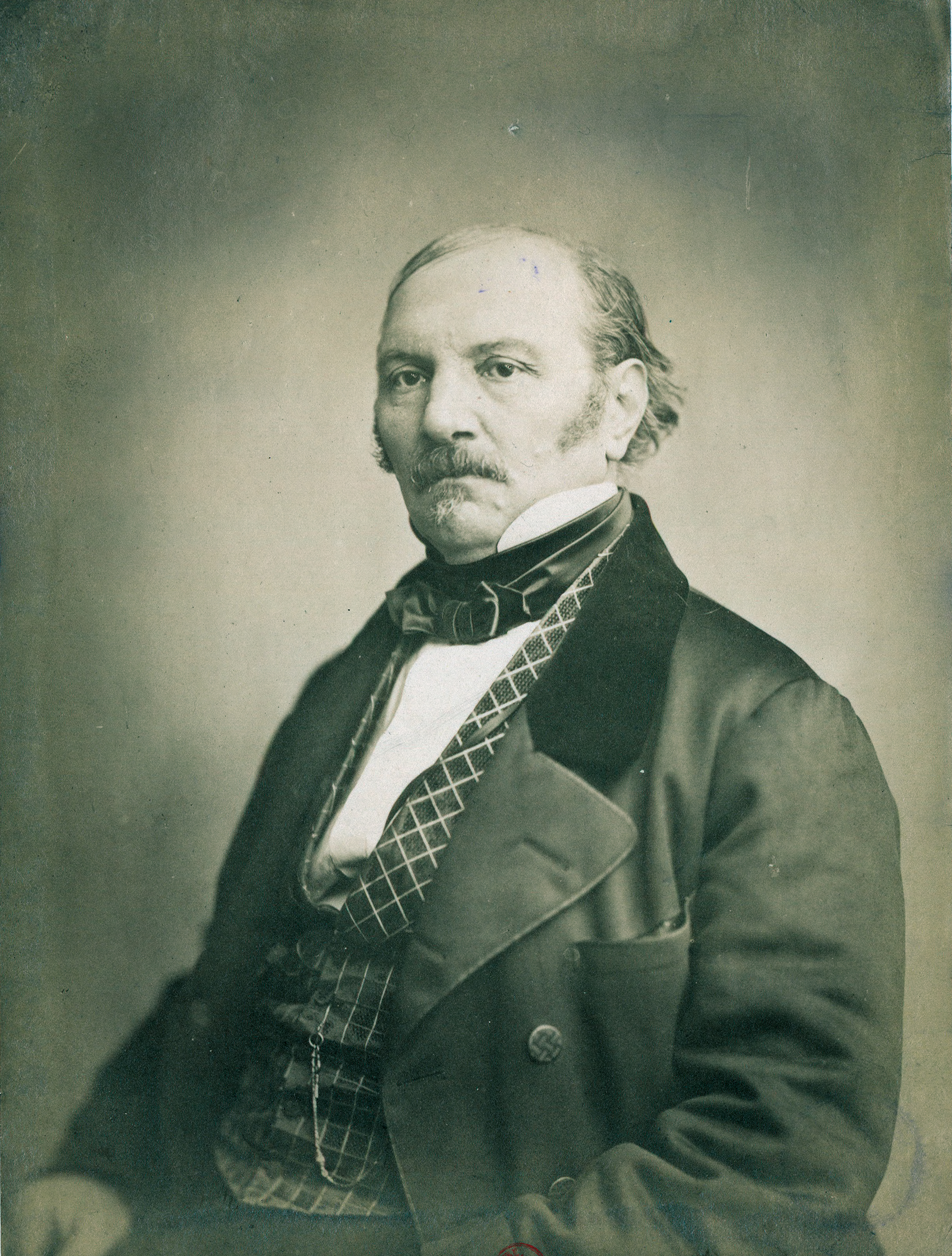
Fotografia de Allan Kardec.

Contudo, a utilização do termo, cuja raiz é comum a diversas nações ocidentais de origem latina ou anglo-saxônica, fez com que ele fosse rapidamente incorporado ao uso cotidiano para designar tudo o que dizia respeito à alegada comunicação com os espíritos. Assim, por espiritismo, entendem-se hoje as várias doutrinas religiosas e/ou filosóficas que creem na sobrevivência dos espíritos à morte dos corpos, e, principalmente, na possibilidade de se comunicar com eles, casual ou deliberadamente, via evocações ou espontaneamente.
O termo "kardecista" é repudiado por parte dos adeptos da doutrina que reservam a palavra "espiritismo" apenas para a doutrina tal qual codificada por Kardec, afirmando não haver diferentes vertentes dentro do espiritismo, e denominam correntes diversas de "espiritualistas". Estes adeptos entendem que o espiritismo, como corpo doutrinário, é um só, o que tornaria redundante o uso do termo "espiritismo kardecista". Assim, ao seguirem os ensinamentos codificados por Allan Kardec nas obras básicas (ainda que com uma tolerância maior ou menor a conceitos que não são estritamente doutrinários, como a apometria), denominam-se simplesmente "espíritas", sem o complemento "kardecista". A própria obra desaprova o emprego de outras expressões como "kardecista", definindo que os ensinamentos codificados, em sua essência, não se ligam à figura única de um homem, como ocorre com o cristianismo ou o budismo, mas a uma coletividade de espíritos que eles acreditam que se manifestaram através de diversos médiuns naquele momento histórico, e que se esperava que continuassem a comunicar, fazendo com que aquele próprio corpo doutrinário se mantivesse em constante processo evolutivo. Outra parcela dos adeptos, no entanto, considera o uso do termo "kardecismo" apropriado.
As expressões nasceram da necessidade de alguns em distinguir o "espiritismo" (como originalmente definido por Kardec) dos cultos afro-brasileiros, como a Umbanda. Estes últimos, discriminados e perseguidos em vários momentos da história recente do Brasil, passaram a se autointitular espíritas (em determinado momento com o apoio da Federação Espírita Brasileira), num anseio por legitimar e consolidar este movimento religioso, devido à proximidade existente entre certos conceitos e práticas destas doutrinas.

### Qualificação como ciência
A qualificação do espiritismo como ciência tem sido alvo de críticas, assim como sua associação com a parapsicologia. O consenso científico atual considera a parapsicologia uma pseudociência, rejeitando as alegações de fenômenos paranormais que fundamentam o espiritismo, como mediunidade, reencarnação, mesas girantes, psicografia dentre outros. Filósofos interessados no problema da demarcação chegam a definir a parapsicologia e outras pseudociências como "desvios", pois os parapsicólogos alegam que a ciência não pode ser a única privilegiada que está fora das explicações que eles defendem.
Apesar disso, adeptos que também são pesquisadores, como Alexander Moreira de Almeida ainda tentam essa legitimação, chegando a denominar a abordagem de Kardec como "revolucionária".
A teoria amplamente desacreditada do magnetismo animal (mesmerismo) também está presente nos ensinos espíritas e há constantes referências a conceitos mesméricos como, por exemplo, fluidos magnéticos.
Além da parapsicologia e do mesmerismo, um artigo publicado na revista cética britânica The Skeptic também critica o Espiritismo por estar associado à ufologia, homeopatia e outras pseudociências.
Segundo Joseph McCabe, citando as alegações de Arthur Conan Doyle sobre a confirmação por cientistas dos supostos fenômenos espirituais durante 30 anos, os médiuns enganaram os pesquisadores. Ele considera que tais enganos resultaram na linguagem arrogante da literatura espiritualista. Em muitos casos, os mesmos médiuns que em certo momento haviam convencido pesquisadores de seus poderes, posteriormente admitiram ou foram pegos usando truques. Em outros casos, foi demonstrado que os próprios pesquisadores manipularam os dados de modo a obterem resultados positivos.

### Qualificação como cristão
Allan Kardec afirmava que "o ensino dos Espíritos é eminentemente cristão". Em Obras Póstumas, é afirmado que o espiritismo é "a única tradição verdadeiramente cristã". Autores espíritas como José Reis Chaves e Severino Celestino da Silva também afirmam que a reencarnação fazia parte do cristianismo primitivo, até ser condenada pelo Segundo Concílio de Constantinopla. Essa tese polêmica foi popularizada ainda antes por Leslie Weatherhead, mas também tem sido questionada com base em afirmações dos pais da igreja e na falta de referências à reencarnação durante aquele Concílio.
A própria qualificação do espiritismo como cristão tem gerado controvérsias. O dr. Antônio Flávio Pierucci, professor do Departamento de Sociologia da Universidade de São Paulo (USP) e estudioso da religiosidade brasileira, também é um dos que afirmam que o espiritismo "não é uma religião cristã". Não há no espiritismo doutrinas históricas do cristianismo, presentes em suas principais vertentes, como a Trindade, a ressurreição física de Jesus, a inspiração da Bíblia e a redenção. Devido a essas diferenças, muitos acadêmicos o tem considerado como um tipo de "neocristianismo". Autores espíritas, porém, entendem que o espiritismo é cristão, por reproduzir o ensino de que devemos amar ao próximo.

## História

### Primeiras observações

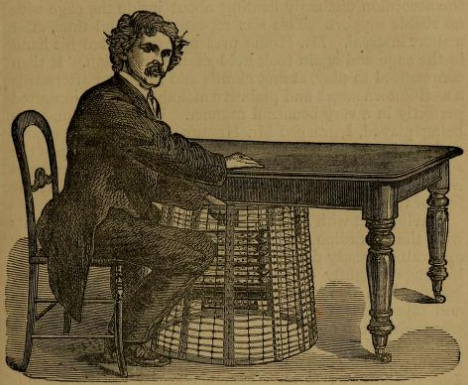
Sessões mediúnicas de Daniel Dunglas Home no século XIX.

Segundo seguidores e simpatizantes da Doutrina Espírita, os fenômenos mediúnicos seriam universais e teriam sempre existido, inclusive com fartos relatos na Bíblia. Entre outros, os espíritas citam como exemplos mediúnicos bíblicos a proibição de Moisés à prática da "consulta aos mortos", que seria uma evidência da crença judaica nessa possibilidade, já que não se interdita algo irrealizável; a consulta de Saul, primeiro rei do antigo Reino de Israel, à Bruxa de Endor, em I Samuel 28:1–25, que vê e ouve o Espírito desencarnado de Samuel, o último dos juízes de Israel e o primeiro dos profetas registrados na história do seu povo; a comunicação de Jesus com Moisés e Elias no Monte Tabor na Transfiguração de Jesus (Mateus 17:1–9).
Na filosofia antiga também há exemplos: nos Diálogos de Platão, este fala sobre o daimon ou gênio que acompanharia Sócrates.
Muitos espíritas adotam a data de 31 de março de 1848 (início dos acontecimentos mediúnicos na residência das Irmãs Fox em Hydesville, EUA) como o marco inicial das modernas manifestações mediúnicas, alegadamente mais ostensivas e frequentes do que jamais ocorrera, o que levou muitos pesquisadores a se debruçarem sobre tais fenômenos.

### Allan Kardec

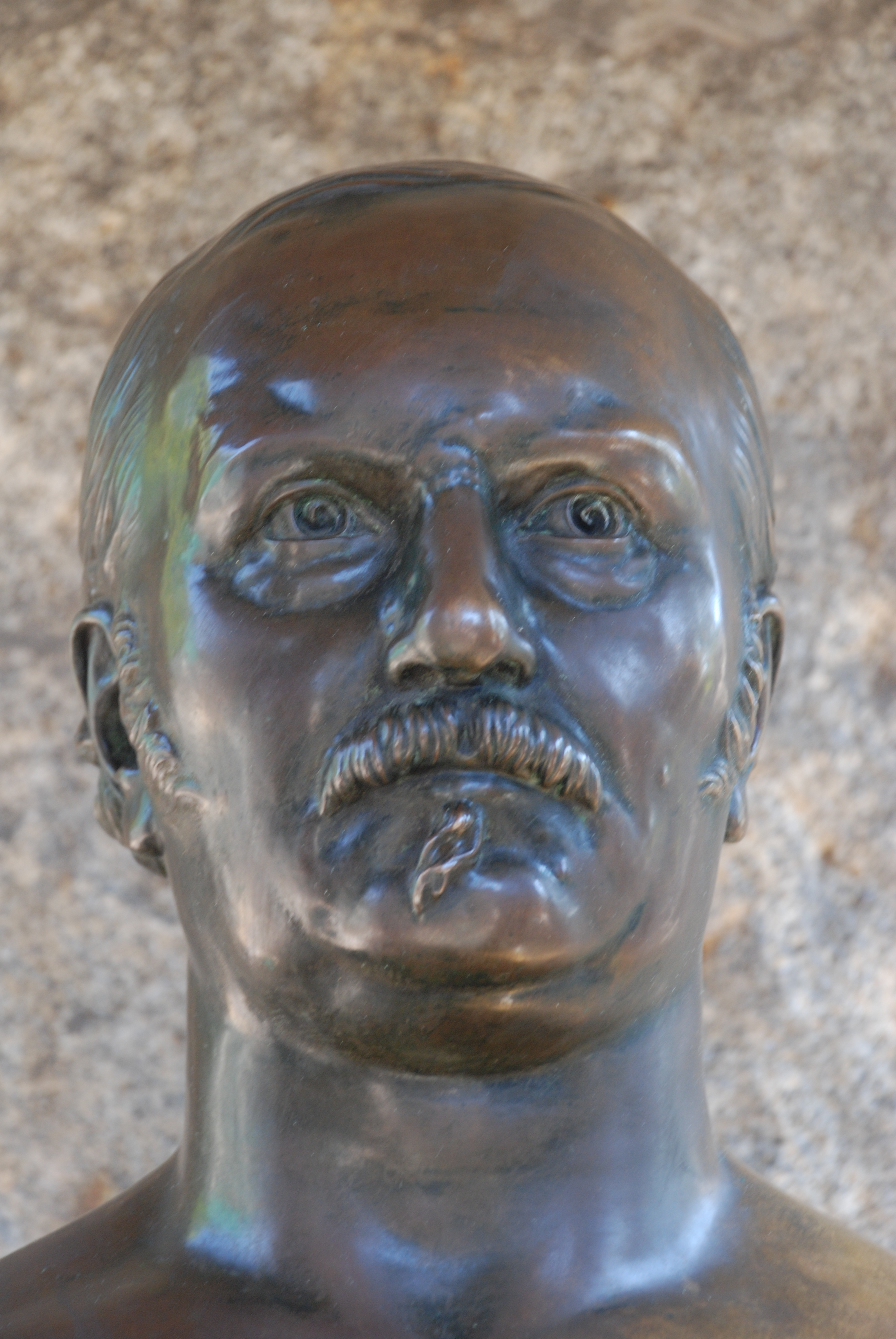
Busto de Allan Kardec, o codificador e sistematizador da Doutrina Espírita, em seu túmulo no Cemitério Père Lachaise em Paris.

Durante o século XIX houve uma grande onda de manifestações mediúnicas nos Estados Unidos e na Europa. Estas manifestações consistiam principalmente de ruídos estranhos, pancadas em móveis e objetos que se moviam ou flutuavam sem nenhuma causa aparente, como no caso das "mesas girantes". No final dos anos 1840 destacou-se o suposto caso das Irmãs Fox, nos Estados Unidos.
O verdadeiro Espírita não é aquele que crê nas manifestações, mas aquele que aproveita o ensinamento dado pelos Espíritos. De nada serve crer, se a crença não o faz dar um passo à frente no caminho do progresso, e não o torna melhor para o seu próximo— Allan Kardec; O Espiritismo na sua Mais Simples Expressão.
Quanto à sua formação, foi discípulo de Pestalozzi e membro de diversas sociedades acadêmicas. O seu principal intuito como espírita era dar algum suporte à espiritualidade humana numa época em que a ciência avançava a passos largos e as religiões perdiam cada vez mais adeptos. Kardec julgava ter encontrado um novo modo de pensar o real, que uniria, de forma ponderada, a ascendente ciência e a decadente religião. Analisou relatos de inúmeras ocorrências mediúnicas espalhadas pela Europa e Estados Unidos, unificando as informações que interpretou a fim de codificar esse tipo de prática e os ensinamentos transmitidos.
Provemos-lhe que, graças aos ensinamentos dos que eles chamam demônios, compreendemos a moral sublime do Evangelho, que se  resume no amor de Deus e dos nossos semelhantes, e na caridade universal. Abracemos a Humanidade inteira, sem distinção de culto, de raça, de origem e, com mais forte razão, de família, de fortuna e de condição social. Que saibam que nosso Deus, o Deus dos espíritas, não é um tirano cruel e vingativo,que pune um instante de desvario com torturas eternas, mas um pai bom e misericordioso, que vela por seus filhos extraviados com uma solicitude incessante, procurando atraí-los a si por uma série de provas destinadas a lavá-los de todas as máculas.— Allan Kardec, "Jornal de Estudos Psicológicos", Revista Espírita, pg. 18, janeiro de 1863

### As mesas girantes

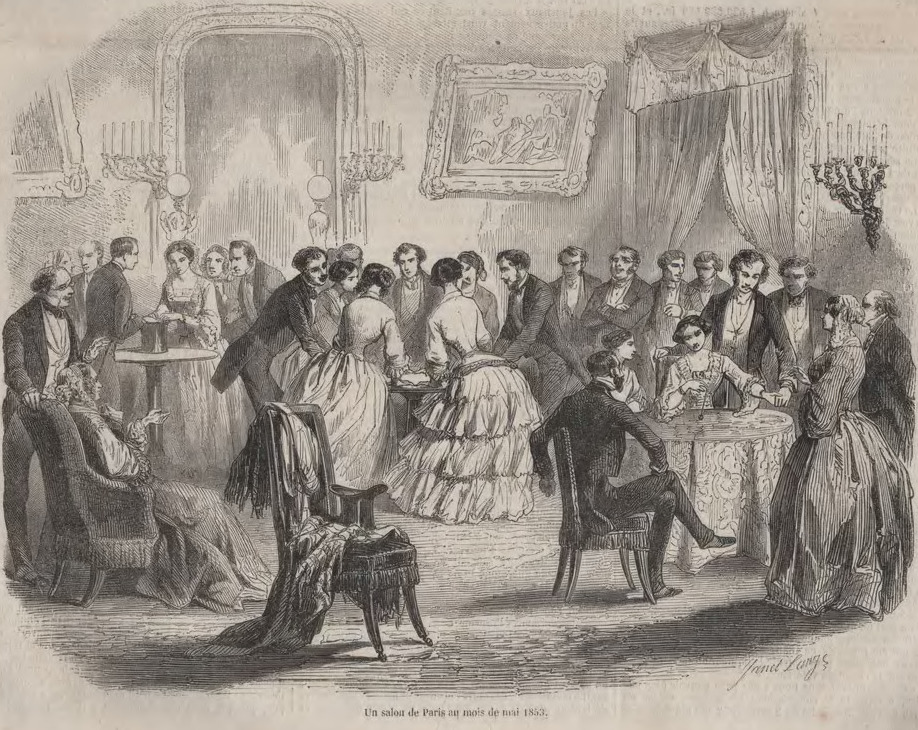
Salão parisiense com pessoas praticando três variações das mesas girantes com um anel, uma mesa e um chapéu. (L'Illustration, Histoire de la semaine, 14 de maio de 1853).

As primeiras manifestações de mesas girantes observadas por Kardec aconteceram por meio de mesas se levantando e batendo, com um dos pés, um número determinado de pancadas e respondendo, desse modo, sim ou não, segundo fora convencionado, a uma questão proposta.
Apesar da crença que supostos espíritos ou gênios movimentavam as mesas, experimentos científicos de Michael Faraday publicados em 1853 mostraram que os movimentos eram causados pelo efeito ideomotor e descartaram as explicações paranormais para o fenômeno das mesas girantes. O efeito ideomotor também causa os movimentos observados no chamado tabuleiro ouija e na "brincadeira do copo", nos quais os participantes movimentam marcadores involuntariamente sobre letras e números e também atribuem os movimentos a supostos espíritos ou gênios.
Kardec, analisando esses fenômenos, concluiu que não havia nada de convincente neste método para os céticos, porque se podia acreditar num efeito da eletricidade, cujas propriedades eram pouco conhecidas pela ciência de então. Foram então utilizados métodos para se obter respostas mais desenvolvidas por meio das letras do alfabeto: a mesa batendo um número de vezes corresponderia ao número de ordem de cada letra, chegando, assim, a formular palavras e frases respondendo às perguntas propostas. Kardec concluiu que a precisão das respostas e sua correlação com a pergunta não poderiam ser atribuídas ao acaso. Ele também questionou a possibilidade de uma hipótese muscular (como o efeito ideomotor) ser causa de todos os alegados movimentos e mensagens das mesas girantes ou de outras produções mecânicas. O ser misterioso que assim respondia, quando interrogado sobre sua natureza, declarou que era um espírito ou gênio, deu o seu nome e forneceu diversas informações a seu respeito. Posteriormente o fenômeno diminuiu de popularidade e chegou a tornar-se anedótico.
Victor Hugo, durante seu exílio na ilha de Jersey (1851-1855), participou de inúmeras sessões de mesas girantes com seu amigo Auguste Vacquerie e passou a acreditar que havia entrado em contato com espíritos de falecidos, inclusive sua filha Léopoldine (morta por afogamento) e grandes escritores como Shakespeare, Dante, Racine e Molière. Diante de experiências com as mesas, Victor Hugo se converteu ao espiritismo e, em 1867, clamou que a ciência deveria dar atenção e seriedade para os fenômenos das mesas:
A mesa girante ou falante foi bastante ridicularizada. Falemos claro. Esta zombaria é  injustificável. Substituir o exame pelo menosprezo é cômodo, mas pouco científico.  Acreditamos que o dever elementar da Ciência é verificar todos os fenômenos, pois a Ciência, se os ignora, não tem o direito de rir deles. Um sábio que ri do possível está bem perto de ser um idiota. Sejamos reverentes diante do possível, cujo limite ninguém conhece, fiquemos atentos e sérios na presença do extra-humano, de onde viemos e para onde caminhamos.

## Dogmas

### Princípios

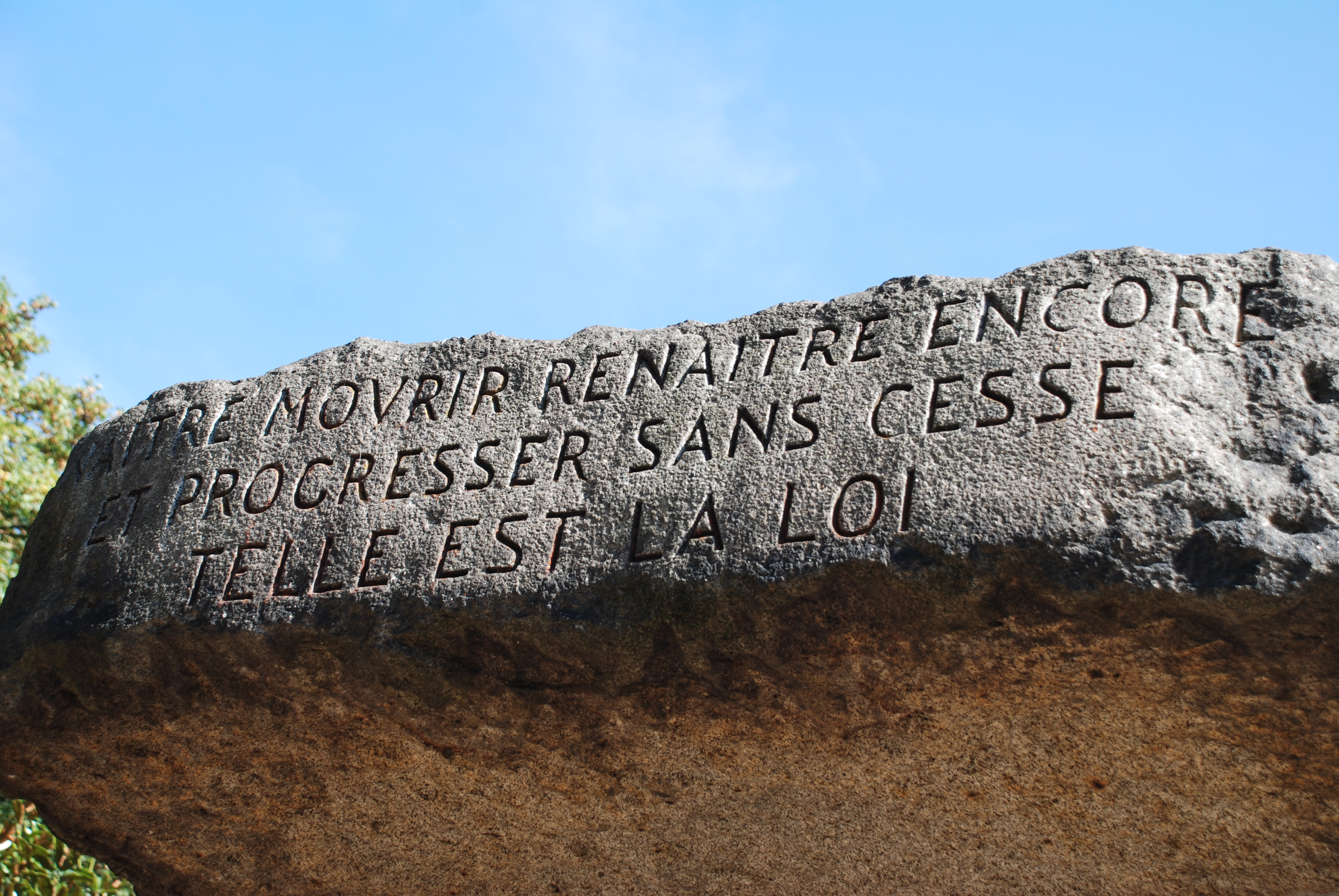
"Nascer, morrer, renascer ainda e progredir sem cessar, tal é a lei", em francês no túmulo de Kardec.

Nascido no século XIX, no dia 18 de Abril de 1857, com a publicação de O Livro dos Espíritos, o espiritismo se estruturou a partir de pretensos diálogos estabelecidos com espíritos desencarnados que, se manifestando por meio de médiuns, discorreram sobre temas científicos, religiosos e filosóficos sob a ótica da moral cristã, ou seja, tendo por princípio o amor ao próximo, trazendo à luz novas perspectivas sobre diversos temas de grande relevância filosófica e teológica. Desta forma foi estabelecido um dos preceitos básicos do espiritismo que é a importância da caridade, (Lema: Fora da caridade não há salvação) entendida como sendo a benevolência para com todos, indulgência para as imperfeições dos outros e perdão das ofensas.
A doutrina espírita se propõe a estabelecer um diálogo entre a ciência, a filosofia e a religião, visando à obtenção de uma forma original que, a um só tempo, fosse mais abrangente e mais profunda, para desta forma melhor compreender a realidade. Kardec sintetiza o conceito com a célebre frase: "Fé inabalável só o é a que pode encarar frente a frente a razão em todas as épocas da humanidade".
Segundo o filósofo espírita Herculano Pires, "Filosofia Espírita, como disse Kardec, pertence genericamente ao que costumamos chamar Filosofia Espiritualista, porque a sua visão do Universo não se prende à Matéria, mas vai até o Espírito, que considera como causa de tudo o que percebemos no plano material. Englobando na sua interpretação cosmológica a Ciência Espírita, e tendo como consequência a Religião Espírita, a Filosofia Espírita encerra em si mesma toda a doutrina."

#### Fundamentos principais

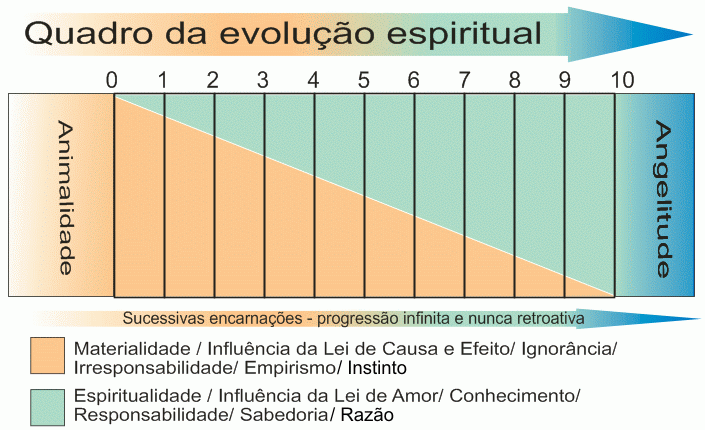
Quadro retratando a Evolução espiritual, segundo a ótica da Doutrina Espírita

A doutrina espírita, de modo geral, fundamenta-se nos seguintes pontos (princípios):
- Existência e unicidade de Deus, rejeitando o dogma da Santíssima Trindade (Conforme está na primeira questão de O Livro dos Espíritos - "Deus é a inteligência suprema, causa primária de todas as coisas".[89]);
- O universo é criação de Deus, incluindo todos os seres racionais (Jesus, por exemplo) e irracionais, animados e inanimados, materiais e imateriais, que por sua vez, todos estão destinados a lei do progresso;
- Existência e imortalidade do espírito, compreendido como individualidade inteligente da Criação Divina que atua sobre a matéria através de um conectivo "semimaterial" denominado de perispírito, e assim como o espírito, é indestrutível;
- Volta do espírito à matéria (reencarnação), tantas vezes quanto necessário, como o mecanismo natural para se alcançar o aperfeiçoamento material e moral. No entanto, para a doutrina, a perfeição que a Humanidade é suscetível atingir é relativa pois apenas Deus possui a perfeição absoluta, infinita em todas as coisas. Os espíritas rejeitam a crença na metempsicose;[90]
- Conceito de "criação igualitária" de todos os espíritos, "simples e ignorantes" em sua origem, e destinados invariavelmente à perfeição, com aptidões idênticas para o bem ou para o mal, dado o livre-arbítrio;[91]
- Possibilidade de comunicação entre os espíritos encarnados ("vivos") e os espíritos desencarnados ("mortos"), por meio da mediunidade (também denominada comunicabilidade dos espíritos). Essa comunicação é realizada com o auxílio de pessoas com determinadas capacidades - os médiuns como, por exemplo, na chamada "escrita automática" (psicografia);[92]
- Lei de causa e efeito, compreendida como mecanismo de retribuição ética universal a todos os espíritos, segundo a qual nossa condição atual é resultado de nossos atos passados e nossos pensamentos, palavras e atos constroem diariamente nosso futuro (Quem semeia o bem, colhe o bem. Quem semeia o mal, colhe o mal);[93]
- Pluralidade dos mundos materiais habitados: a Terra não é o único planeta com vida inteligente no universo, sendo possível a reencarnação em outros orbes;
- Jesus, criado por Deus, é o guia e modelo para toda a humanidade.[94] Segundo o espiritismo, a moral cristã contida nos evangelhos canônicos é o maior roteiro ético-moral de que o homem possui, e a sua prática é a solução para todos os problemas humanos e o objetivo a ser atingido pela humanidade.[95]
- Fora da caridade não há salvação.[96] Para o espiritismo a caridade consiste em benevolência para com todos, indulgência para as imperfeições dos outros e perdão das ofensas.[85]

Além disso, podem-se citar como características secundárias:
- A noção de continuidade da responsabilidade individual por toda a existência do espírito;
- Progressividade do princípio espiritual dentro do processo evolutivo em todos os níveis da natureza;
- Ausência total de hierarquia sacerdotal;
- Abnegação na prática do bem, ou seja, não se deve cobrar pela prática da caridade, nem o fazer visando a segundas intenções. Toda a prática espírita é gratuita, como orienta o princípio moral do evangelho: “Dai de graça o que de graça recebestes”;
- Uso de terminologia e conceitos próprios, como, por exemplo, perispírito, mediunidade, Centro Espírita;[98]
- Total ausência de exorcismos, fórmulas, palavras sacramentais, horóscopos, cartomancia, pirâmides, cristais, amuletos, talismãs, culto ou oferenda a imagens ou altares, danças, procissões ou atos semelhantes, paramentos, andores, bebidas alcoólicas ou alucinógenas, incenso e fumo, práticas exteriores ou quaisquer sinais materiais;[99]
- Ausência de rituais institucionalizados, a exemplo de batismo,[100] culto ou cerimônia para oficializar casamento;[101]
- Incentivo ao respeito para com todas as religiões e opiniões.[102]
- Ter uma fé raciocinada, rejeitando a fé cega que não utiliza o raciocínio lógico em suas crenças.[103]

### Simbologia
O espiritismo não possui um símbolo oficial e prioriza uma linguagem denotativa, no entanto, o ramo de videira presente em O Livro dos Espíritos - única gravura usada por Kardec na Codificação Espírita - é considerado pela doutrina como a imagem metafórica perfeita da relação entre o espírito e o corpo humano, devido a esse trecho:
Porás no cabeçalho do livro a cepa que te desenhamos, porque é o emblema do trabalho do Criador. Aí se acham reunidos todos os princípios materiais que melhor podem representar o corpo e o espírito. O corpo é a cepa; o espírito é o licor; a alma ou espírito ligado à matéria é o bago. O homem quintessencia o espírito pelo trabalho e tu sabes que só mediante o trabalho do corpo o Espírito adquire conhecimentos.— Prefácio de O Livro dos Espíritos.

### Obras

#### Básicas
A seguir são apresentadas algumas das principais obras publicadas por Allan Kardec:

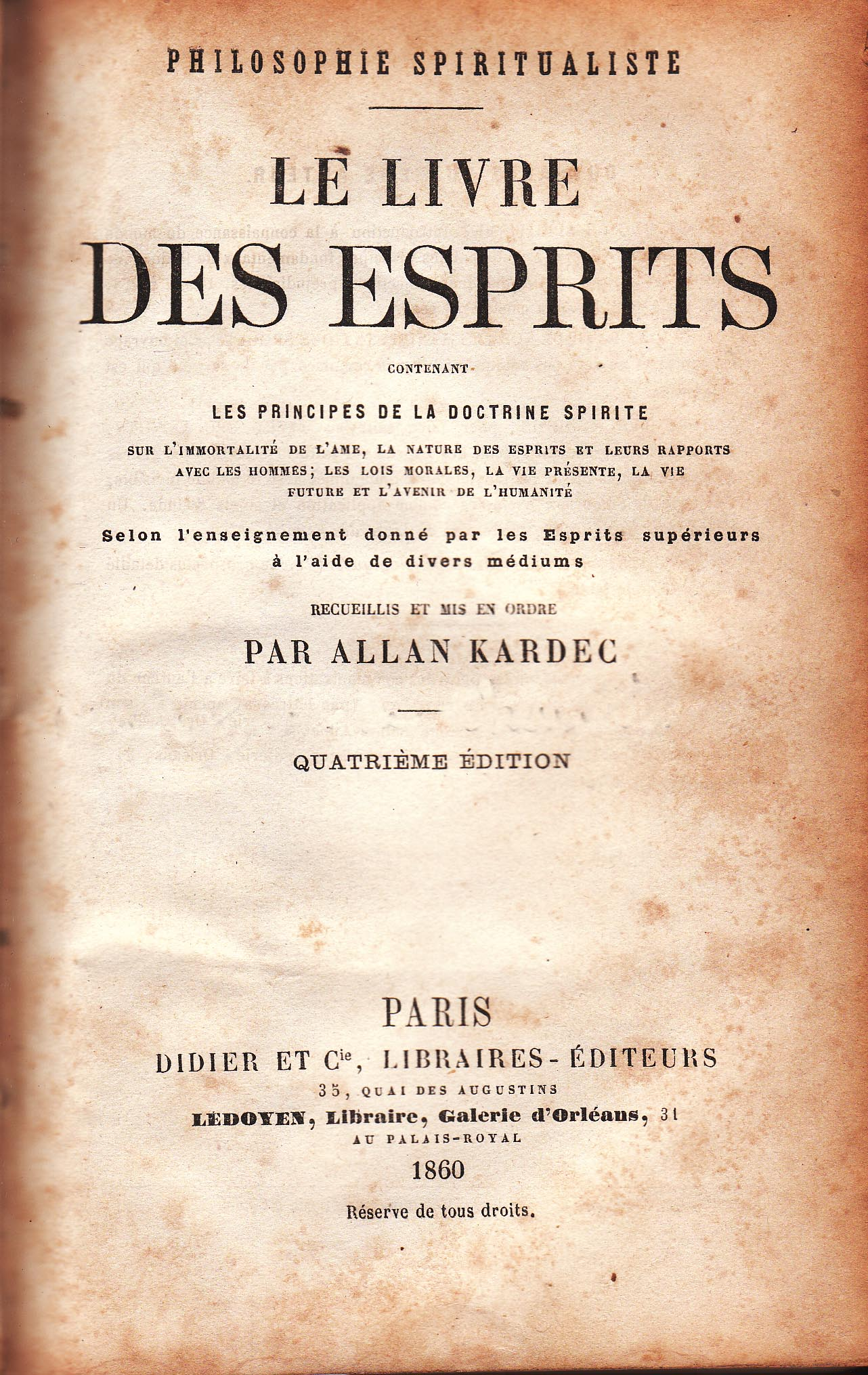
Publicação de O Livro dos Espíritos de 1860 em Paris.

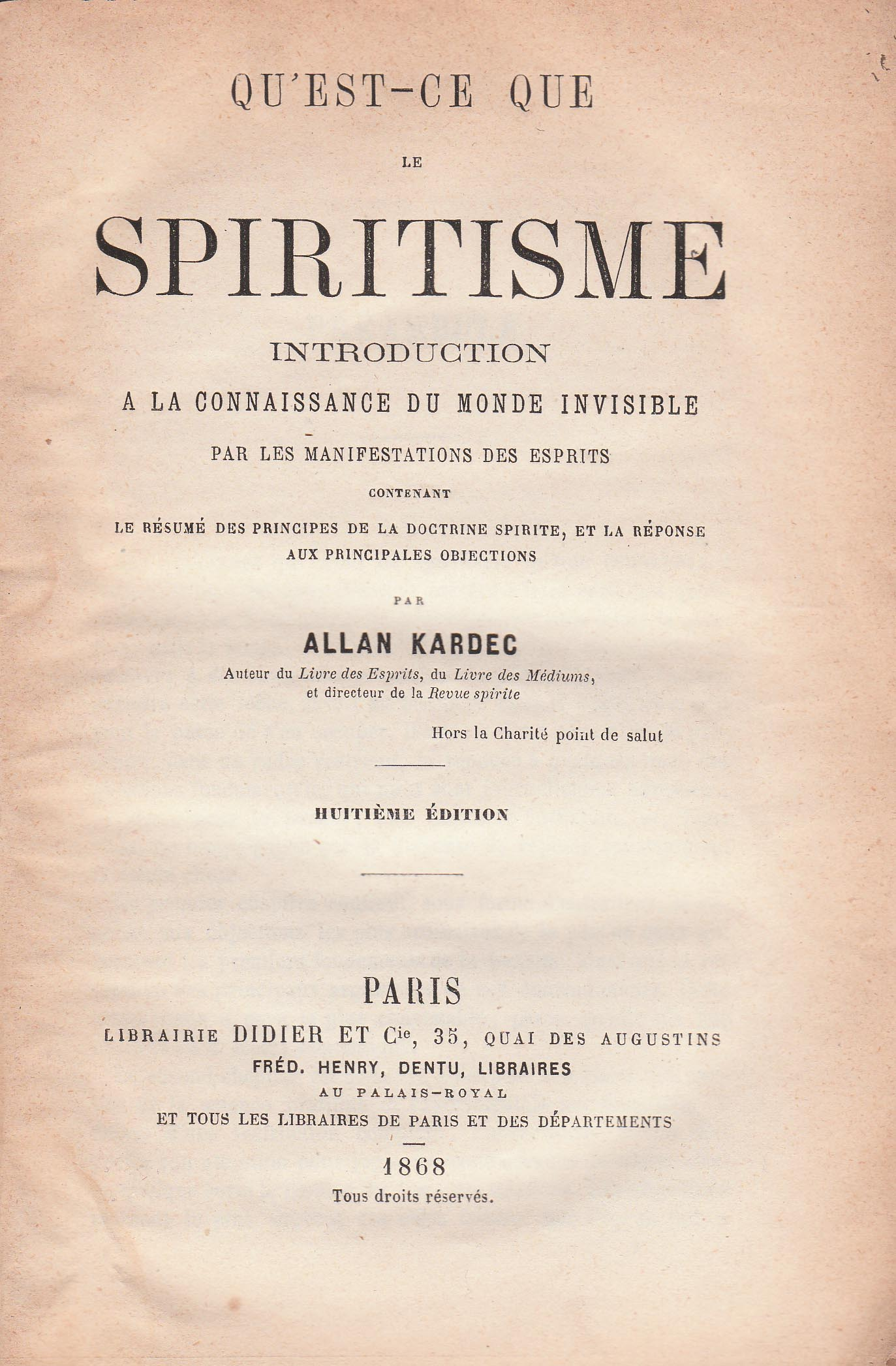
Publicação do livro O Que é o Espiritismo? de 1868 em Paris.

A obra O Livro dos Espíritos foi publicado em 1857, nele estão contidos os princípios fundamentais da Doutrina Espírita. O Livro dos Médiuns, ou Guia dos Médiuns e dos Evocadores, foi publicado em 1861 e versa sobre o caráter experimental e investigativo do espiritismo, visto como ferramenta teórico-metodológica para se compreender uma "nova ordem de fenômenos", até então jamais considerada pelo conhecimento científico: os fenômenos ditos espíritas ou mediúnicos, que teriam como causa a intervenção de espíritos na realidade física.
O livro O Evangelho Segundo o Espiritismo, publicado em 1864, avalia os evangelhos canônicos sob a óptica da doutrina espírita, tratando com atenção especial a aplicação dos princípios da moral cristã e de questões de ordem religiosa como a prática da adoração, da prece e da caridade.
A obra O Céu e o Inferno, ou A Justiça Divina segundo o Espiritismo, foi publicado em 1865 e compõe-se de duas partes: na primeira, Kardec realiza um exame crítico, procurando apontar contradições filosóficas e incoerências com o conhecimento científico, superáveis, segundo ele, mediante o paradigma espírita da fé raciocinada. Entre os assuntos estão: causas do temor da morte, porque os espíritas não temem a morte, o céu, o inferno, o inferno cristão imitado do pagão, os limbos, purgatório, doutrina das penas eternas, código penal da vida futura, os anjos, a origem da crença dos demônios. Na segunda, constam dezenas de diálogos que teriam sido estabelecidos entre Kardec e diversos espíritos, nos quais estes narram as impressões que trazem do além-túmulo.
O livro A Gênese, ou Milagres e as Predições segundo o Espiritismo, foi publicado em 1868 e aborda diversas questões de ordem filosófica e científica, como a criação do universo, a formação dos mundos, o surgimento do espírito e a natureza dos ditos milagres, segundo o paradigma espírita de compreensão da realidade.

#### Complementares
O livro O Que é o Espiritismo?, publicado em 1859, é uma introdução didática sobre o espiritismo.
O periódico Revue Spirite (em português Revista Espírita), voltado exclusivamente a assuntos relacionados ao Espiritismo, foi fundado por Kardec e dirigido por ele até a data de seu falecimento (1869). Já teve a participação de várias personalidades expoentes da doutrina e atualmente sua publicação é trimestral.
A obra Obras Póstumas, publicado postumamente em janeiro de 1890, pelos dirigentes da Sociedade Parisiense de Estudos Espíritas, trata-se de uma compilação de escritos inéditos do codificador da doutrina espírita, Allan Kardec, com anotações sobre os bastidores da criação da doutrina e que auxiliam a sua compreensão.

## Relação com outros segmentos da sociedade

### Ciência

#### Método científico e "ciência espírita"
A investigação científica dos fatos e causas dos pretensos fenômenos mediúnicos é objeto de intenso estudo, principalmente pela pseudociência da parapsicologia. Investigações científicas sobre mediunidade e outros "fenômenos espirituais" defendidos pelo espiritismo ocorreram/ocorrem inclusive em âmbito universitário, mas apesar de muitos cientistas, inclusive renomados, já terem afirmado que evidenciaram a existência de fenômenos do tipo em suas pesquisas, através do método científico a existência de espíritos não se encontra estabelecida, também não provada.
Mesmo não considerados ciência em sentido estrito, justamente por serem sustentados também por pilares filosófico-religiosos, os fenômenos espíritas foram e ainda são, contudo, objetos de estudos para um número bem expressivo de pesquisadores (mais notoriamente médicos e parapsicólogos) ao redor do mundo; e dentre estes, muitos alegaram/alegam inclusive dispor de fortes evidências para corroborar de forma bem próxima à científica estrita vários dos princípios espíritas.
Muitos cientistas e intelectuais renomados empenharam-se em investigações sobre a mediunidade e suas implicações para as relações mente-cérebro, entre eles: Allan Kardec, Alfred Russel Wallace, Alexandre Aksakof, Camille Flammarion, Carl Jung, Cesare Lombroso, Charles Richet, Gabriel Delanne, Frederic Myers, Hans Eysenck, Henri Bergson, Ian Stevenson, J. J. Thomson, J. B. Rhine, James H. Hyslop, Johann K. F. Zöllner, Lord Rayleigh, Marie Curie, Oliver Lodge, Pierre Curie, Pierre Janet, Théodore Flournoy, William Crookes, William James e William McDougall.

#### Medicina

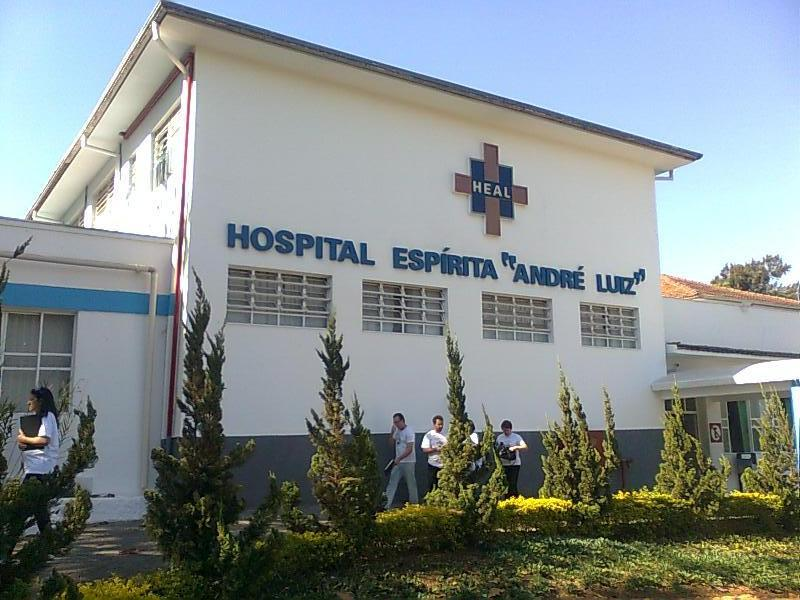
Hospital Espírita "André Luiz", em Belo Horizonte, Minas Gerais.

Em termos de Medicina, indivíduos com sintomas como audição ou visão de espíritos já foram apontados como sendo portadores de transtornos mentais mas há muito, com as atualizações da Classificação internacional de doenças, a Medicina reconhece que esses sintomas não possuem necessariamente causas patológicas.
A Classificação internacional de doenças (CID) em sua décima atualização, a CID-10, prevê, em seu item F.44.3 os chamados "Estados de transe e de possessão", definidos como: "Transtornos caracterizados por uma perda transitória da consciência de sua própria identidade, associada a uma conservação perfeita da consciência do meio ambiente." Contudo, explicitamente descreve em alínea seguinte: "Devem aqui ser incluídos somente os estados de transe involuntários e não desejados, excluídos aqueles de situações admitidas no contexto cultural ou religioso do sujeito".
Nesse sentido é feita a distinção entre o estado de transe normal - a exemplo a hipnose, não mais considerado doença - e o transtorno dissociativo psicótico, uma patologia psiquiátrica. Exclui-se desse item também, entre outros, a esquizofrenia. Evidencia-se também na CID que os estados de transes tidos por espiritualistas como oriundos de "possessões espirituais" - comuns em ambientes religiosos - não são acobertados pelo item F.44.3 citado, e não são considerados patológicos; e apesar da CID reconhecer tais estados de transe ao excluí-los explicitamente, também não aponta "espíritos" como causa de transe algum, mesmo que alguns adeptos espiritualistas insistam em dizer o contrário.
A expressão "possessão" figura no referido item da CID com acepção que remete aos estados de agitação demasiada, de agressividade ou mesmo de fúria; e mediante tal acepção a leitura do item associado em íntegra implica, nitidamente, o não reconhecimento da tal causa "espiritual" (vide alínea). Argumento em favor da asserção inicial deriva também do fato de que o reconhecimento de tal causa pela Organização Mundial de Saúde implicaria a inserção compulsória dessa na CID bem como a necessidade de tratamento ou acompanhamento específicos visto serem tais estados de "possessão" prontamente reconhecidos, antes de mais nada pelos próprios espiritualistas, como situações muitas vezes prejudiciais à saúde do "possuído" e que requerem por tal tratamento ou mesmo acompanhamento "espiritual" imediato, tratamentos esses certamente fornecidos - segundo suas crenças - pelos referidos grupos ou autoridades religiosas capacitadas junto aos seus templos ou ambientes de reuniões; contudo não definidos, estabelecidos, tampouco cogitados pela Organização Mundial de Saúde.

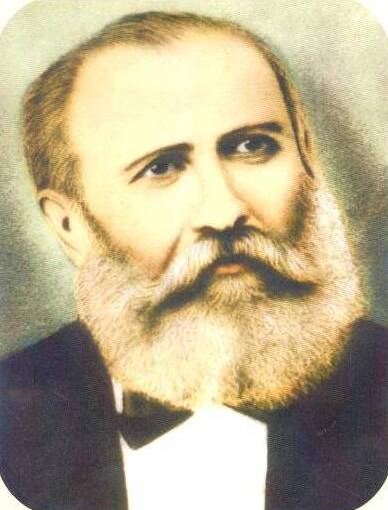
Dr. Adolfo Bezerra de Menezes Cavalcanti.

O Manual Diagnóstico e Estatístico de Transtornos Mentais, em sua quarta revisão (1994), incluiu advertência contra a interpretação equivocada de experiências espirituais ou religiosas como transtornos mentais e distinguiu dos transtornos mentais uma outra categoria de problemas classificados como “outras circunstâncias que podem ser foco de atenção clínica”, incluindo-se a isto uma subcategoria específica denominada “problemas espirituais ou religiosos”, para a orientação de profissionais da saúde no diagnóstico e tratamento de alguns possíveis problemas não patológicos dos pacientes.
Já reconhecendo a influência do estado de espírito na saúde e bem-estar, notórias instituições científicas, como a The World Psychiatric Association, American Psychological Association, American Psychiatric Association e Royal College of Psychiatrists, possuem seções dedicadas à relação entre saúde e espiritualidade.
A relação do espiritismo em si com a medicina é profunda, estando presente em muitos livros espíritas e havendo inclusive a Associação Médico-Espírita Internacional, que congrega associações médico-espírita de diversos países. O espiritismo constitui um amplo movimento internacional de instituições de caridade e saúde, como se constata principalmente através da existência de tais associações, inúmeros hospitais e centros espíritas e uma notória promoção da psiquiatria e da homeopatia.
O médico e político Bezerra de Menezes, espírita, escreveu o clássico livro A Loucura sob Novo Prisma, buscando principalmente relacionar a questão dos transtornos mentais com o espiritismo e assim promover a aplicação de meios mais eficazes de tratamento no campo da saúde mental.
Atualmente o psiquiatra e parapsicólogo Alexander Moreira-Almeida, coordenador da Seção de Espiritualidade, Religiosidade e Psiquiatria da World Psychiatric Association, é um dos principais nomes no estudo científico da relação entre saúde e experiências espirituais, principalmente a mediunidade.

### Outras religiões
Não há consenso entre os espíritas sobre o espiritismo ser ou não uma religião, apesar da doutrina constar como religião em pesquisas demográficas. A causa disto é o tríplice aspecto do espiritismo que permite classificá-lo como uma doutrina que faz um alinhamento "ciência-filosofia-religião", No preâmbulo do livro O Que É o Espiritismo?, Allan Kardec afirma que o espiritismo é, ao mesmo tempo uma ciência de observação e uma doutrina filosófica. Como ciência prática ele consiste nas relações que se estabelecem entre nós e os Espíritos; como filosofia, compreende todas as consequências morais que emanam essas mesmas relações. Há ainda quem conteste o aspecto religioso do espiritismo, contudo no livro publicado pelo codificador, intitulado O Espiritismo na sua mais simples expressão, claramente ele assegura: Do ponto de vista religioso o espiritismo tem por base as verdades fundamentais de todas as religiões: Deus, a alma, a imortalidade, as penas e as recompensas futuras, sendo, porém, independente de qualquer culto em particular. Seu objetivo é provar àqueles que negam, ou que duvidam, que a alma existe, que ela sobrevive ao corpo e que sofre, após a morte, as consequências do bem e do mal que praticar durante a vida corpórea: o objetivo de todas as religiões. Kardec ainda esclarece que o espiritismo é religião no Discurso de Abertura da Sessão Anual Comemorativa do dia dos Mortos (Sociedade de Paris, 1º de novembro de 1868), em que diz:
Se é assim, perguntarão, então o espiritismo é uma religião? Ora, sim, sem dúvida, senhores! No sentido filosófico, o espiritismo é uma religião, e nós nos vangloriamos por isto, porque é a doutrina que funda os vínculos da fraternidade e da comunhão de pensamentos, não sobre uma simples convenção, mas sobre bases mais sólidas: as próprias leis da Natureza.— Kardec
No Congresso Espírita Internacional realizado em Paris em 1925 foi proposto a retirada do aspecto religioso do espiritismo, mas o importante filósofo espírita francês Léon Denis se opôs a isso com tenacidade, mesmo com sua já fraca condição física de saúde. Para Denis, o espiritismo não era a "religião do futuro", mas sim o "futuro da religiões".
A Doutrina Espírita, por sua vez, afirma respeitar todas as religiões e doutrinas, e valorizar todos os esforços para a prática do bem e diz trabalhar pela confraternização e pela paz entre todos os povos e entre todos os homens, embora rejeite firmemente, reitere-se, dogmas fundamentais das outras religiões monoteístas; no caso particular do cristianismo, destacam-se o da divindade de Cristo, o da Santíssima Trindade, o da salvação/justificação pela graça (mais que pelas obras/esforços individuais), e o da existência e importância da Igreja como entidade espiritual, não apenas humana.

#### Cristianismo

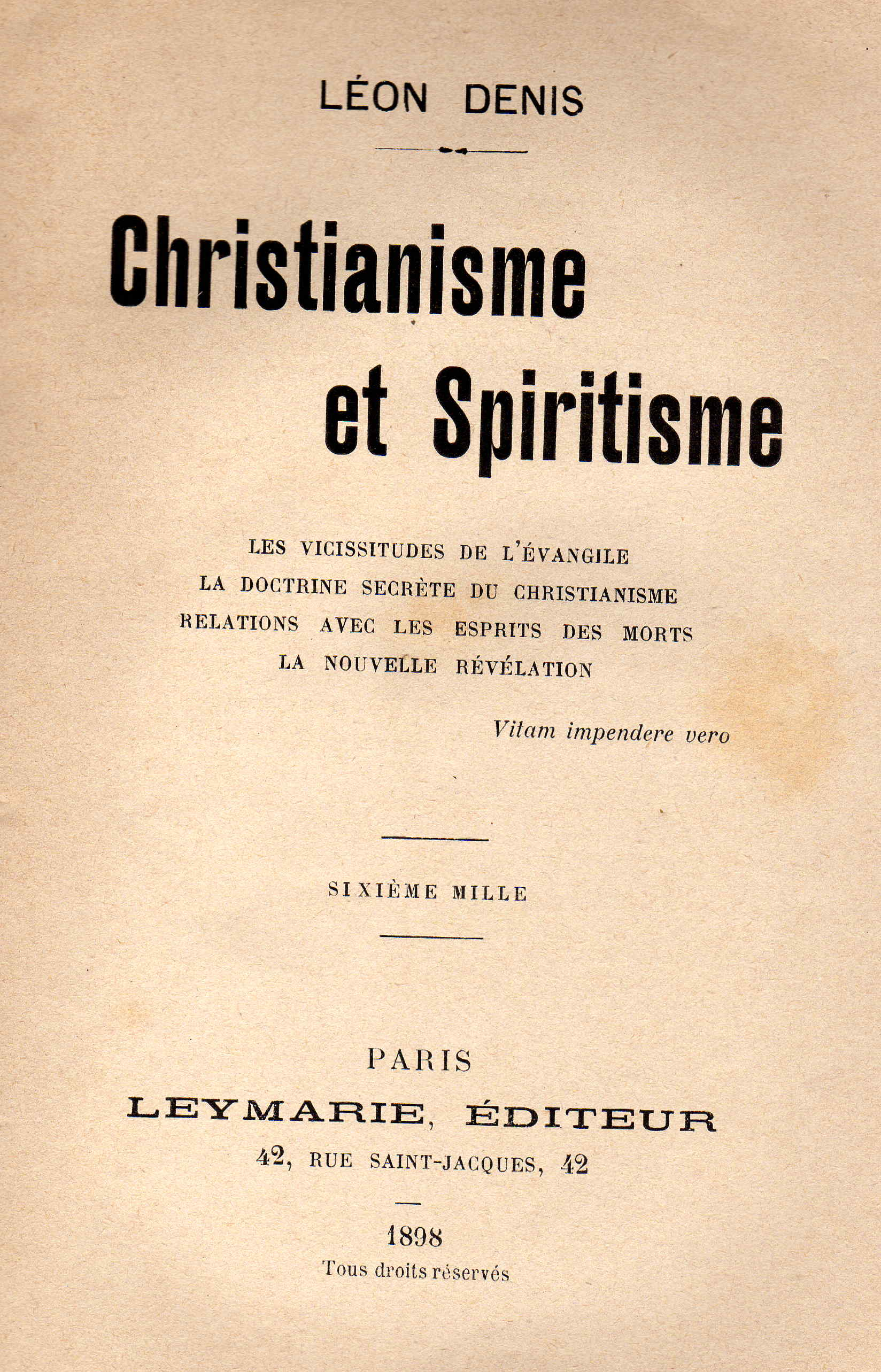
Cristianismo e Espiritismo, livro de 1898 do filósofo Léon Denis, que liga a moral cristã e as leis morais do espiritismo.

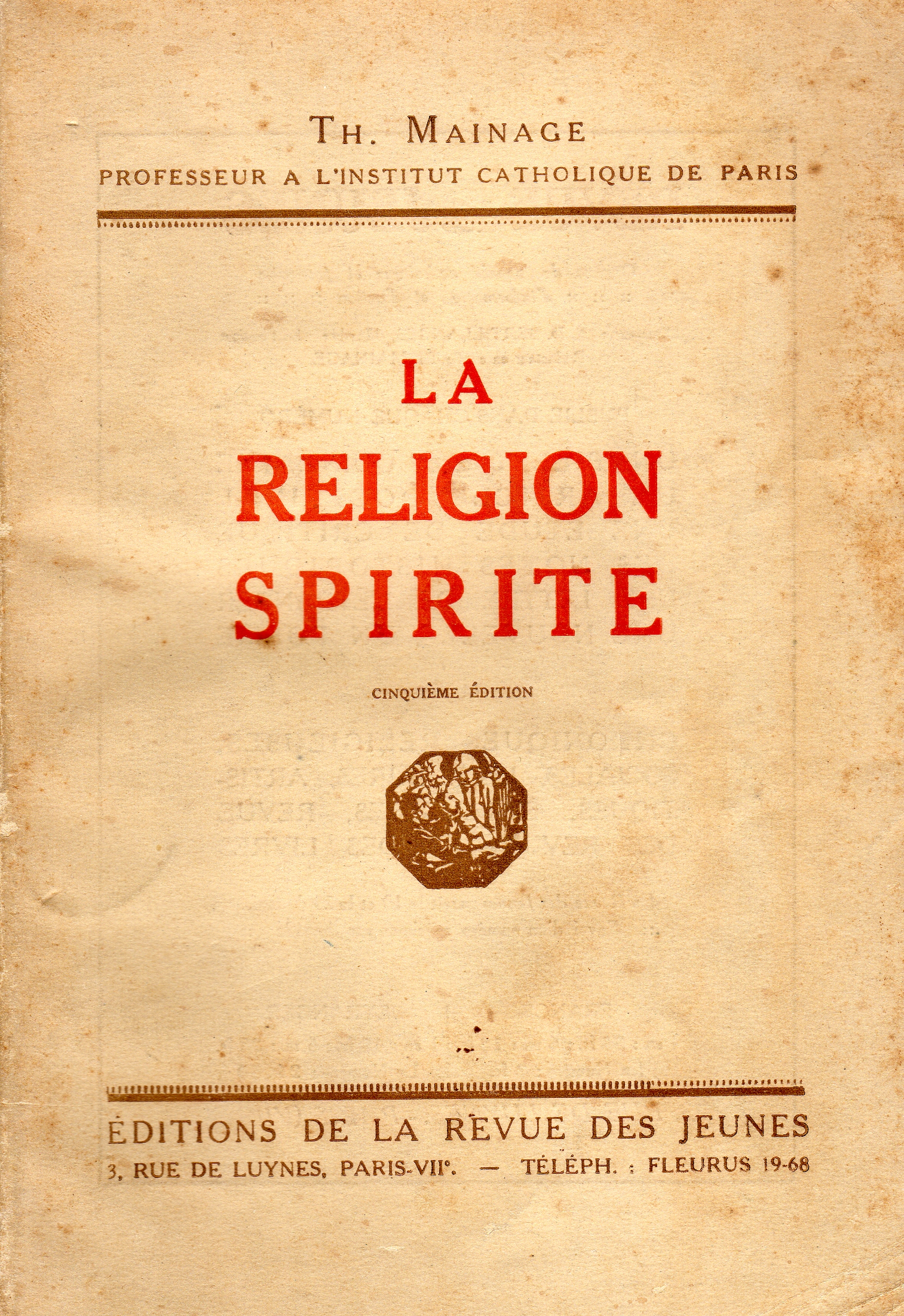
Livro oficial católico de oposição ao espiritualismo (1921).

A doutrina espírita adota a moral cristã, apesar de suas concepções teológicas diferenciadas. Para os espíritas, nome dado aos seguidores do espiritismo, Jesus Cristo se trata do espírito mais elevado a já ter encarnado na Terra.
Os espiritistas (tradução muito usada durante as primeiras décadas do século XX para o neologismo francês spirite) ou espíritas, afirmam-se cristãos e atribuem à doutrina espírita o caráter de uma doutrina cristã, já que consideram seguir os ensinamentos morais de Jesus. Os espíritas fundamentam sua defesa do caráter cristão da doutrina espírita no fato de Allan Kardec defender que a moral cristã, isenta dos dogmas de fé a ela associados, seria o que de mais próximo a um código de ética divino e racional o homem possui. Os espíritas argumentam que os dogmas foram elaborados ao longo dos séculos pela Igreja Católica, não sendo, por isso, necessário segui-los para ser cristão. Além disso, o item 625 d'O Livro dos Espíritos afirma ser Jesus o maior exemplo moral de que dispõe a humanidade, apesar de o espiritismo negar a ele qualquer carácter efetivamente divino.

##### Sermão da Montanha
As bem-aventuranças são 9 ensinamentos que Jesus proferiu no Sermão da Montanha, segundo o Novo Testamento (Mateus 5:1–12). Para o espiritismo estes ensinamentos são de grande importância, a seguir serão apresentados sobre a óptica espírita.
«"Bem aventurados os pobres de espírito, pois que deles é o reino dos céus"» (Mateus 5:3). No entender da doutrina espírita, Jesus promete o reino dos céus aos simples e humildes em referência as qualidades morais do indivíduo.
«"Bem-aventurados os que choram, pois que serão consolados." "Bem-aventurados os famintos e os sequiosos de justiça, pois que serão saciados." "Bem aventurados os que sofrem perseguição pela justiça, pois que é deles o reino dos céus"» (Mateus 5:4–10). Segundo o espiritismo, somente na vida futura podem efetivar-se as compensações que Jesus promete aos aflitos da Terra. A fé no porvir pode consolar e infundir paciência no espírito que suporta as diversas anomalias terrestres com calma e resignação. Todavia não justifica as causas da diversidade dos males, das desigualdades entre o vício e a virtude, das deformidades e dos flagelos naturais. As vicissitudes da vida podem dividir-se em duas partes de acordo com a ótica espírita: umas tem suas explicações na vida presente, enquanto outras se encontram fora desta vida. Esta última causa na visão espírita é explicada pela pluralidade das existências em que o espírito encarnado paga os males que cometeu em vidas anteriores.
«"Bem aventurados os que têm puro o coração, porquanto verão a Deus"» (Mateus 5:8). A pureza do coração assemelha-se ao princípio da simplicidade e humildade, que exclui toda ideia de orgulho e de egoísmo. Segundo o espiritismo, o emblema de pureza que Jesus toma pela infância não deve ser tomado ao pé da letra, "Então lhe trouxeram algumas crianças para que as tocasse, mas os discípulos os repreendiam. Jesus, porém, vendo isto, indignou-se e disse-lhes: Deixai que venham a mim os pequeninos, não os embaraceis, porque dos tais é o reino de Deus. Em verdade vos digo: Quem não receber o reino de Deus como uma criança, de maneira nenhuma entrará nele", Marcos 10:13-15. O espírito da criança não podendo ainda manifestar suas tendências para o mal, representa, momentaneamente, a imagem da inocência e da candura assemelhando-se aos espíritos puros. Contudo, as ações [boas ou más] tomadas pelo espírito antes de encarnar irão refletir, pouco a pouco, no seu comportamento como espírito encarnado. Portanto, na medida em que o espírito encarnado vai desenvolvendo sua estrutura física, desenvolve também sua estrutura psíquica que encontra as características comportamentais correspondentes a conduta real do próprio espírito.
«"Bem aventurados os brandos, por que possuirão a Terra"» (Mateus 5:5). «"Bem-aventurados os pacíficos, por que serão chamados filhos de Deus"» (Mateus 5:9). Segundo o espiritismo, Jesus faz da brandura, da moderação, da mansuetude, da afabilidade e da paciência, uma lei.
«"Bem aventurados os que são misericordiosos, por que obterão misericórdia"» (Mateus 5:7). A misericórdia consiste no perdão das ofensas, para a doutrina espírita o sacrifício que mais apraz a Deus é a reconciliação com os adversários, conforme está em Mateus 5:23-24.
Segundo o espiritismo, toda a moral cristã se resume neste axioma:
Fora da caridade não há salvação.— Mateus 22:34–40; I Coríntios 13:1–7 e 13

##### Reencarnação
Para boa parte das religiões cristãs, a reencarnação está em desconformidade aos ensinamentos da Bíblia, a ressurreição, ao conceito de salvação e do eterno suplício. Exemplificam a passagem do apóstolo Paulo que determina o estado de toda a humanidade após a morte. "E, como aos homens está ordenado morrerem uma vez, vindo depois disso o juízo..."
Para a doutrina espírita, entretanto, a reencarnação foi confundida pelo nome de ressurreição, que significa literalmente "voltar à vida", resultando as diversas causas de anfibologia. A crença de que o homem poderia reviver é antiga e fazia parte dos dogmas judeus, porém não era determinado de que maneira o fato iria ocorrer, pois apenas tinham vagas e incompletas noções acerca da alma e de sua ligação com o corpo. Segundo alguns adeptos do espiritismo, o apóstolo Paulo na citação anterior, desvenda a dúvida referente à ressurreição e desfaz a crença da volta do espírito no corpo que já está morto para morrer segunda vez no mesmo, sobretudo quando os elementos da matéria orgânica já se acham dispersos e absorvidos pelo tempo, pois todos os homens morrem apenas uma vez a cada existência corpórea. Afirmam ainda que o "juízo" refere-se ao estado individual (não coletivo) que sucede a morte do corpo (erraticidade). Embora não resolva profundamente o problema da ambiguidade, diversas passagens bíblicas enfatizam a reencarnação, segundo o espiritismo, em Jó 14:10–14

##### Lei do Progresso
O Juízo Final, representa, segundo a doutrina espírita, o processo de "Regeneração da Humanidade", no qual a Terra sofrerá uma lenta transformação físico-moral, em que se separarão os espíritos que desejam seguir o caminho do bem daqueles que permanecerem no mal — evento simbolizado na Parábola do Julgamento das Nações em Mateus 25:31–46, e pela Parábola do Trigo e do Joio em Mateus 13:24–30. Todavia, essa desagregação não fará com que os "espíritos imperfeitos" permaneçam eternamente no sofrimento situação semelhante encontrada em Lucas 15:1–32, pois tudo que há no universo está destinado à lei do progresso.

##### Mediunidade
As religiões de matriz judaico-cristã entendem que, com a Lei dada a Moisés no Antigo Testamento, Deus teria interditado à antiga Israel as comunicações com o mundo dos espíritos e o uso de poderes "sobrenaturais" por eles concedidos. "… não haverá no meio de ti ninguém que faça passar pelo fogo seu filho ou sua filha, que interrogue os oráculos, pratique adivinhação, magia, encantamentos, enfeitiçamentos, recorra à adivinhação ou consulte os mortos (necromancia)". Afirmam ainda que essa proibição teria sido confirmada no Novo Testamento, pelas referências contidas nos Evangelhos e no livro de Atos dos Apóstolos aos "espíritos impuros". A citação do apóstolo Paulo, afirma que quem pratica "feitiçaria" (ou bruxaria, pois o termo grego usado é farmakía) … não herdará o Reino de Deus".
A postura da Doutrina Espírita propõe que se avaliem os textos bíblicos, quando verdadeiramente originais, de forma crítica, levando em conta o seu patamar simbólico, em função dos recursos vocabulares e figuras de linguagem disponíveis à época e nas posteriores traduções. Além disso, propõe que se deve levar em conta o contexto espiritual do povo da época. De acordo com Emmanuel (espírito), em uma psicografia de Xavier, o intercâmbio com os desencarnados, na época de Moisés, se faria "com um material excessivamente grosseiro e inferior", logo não comportava adequadamente a comunicação mediúnica.

## Organizações

### Federação Espírita Brasileira

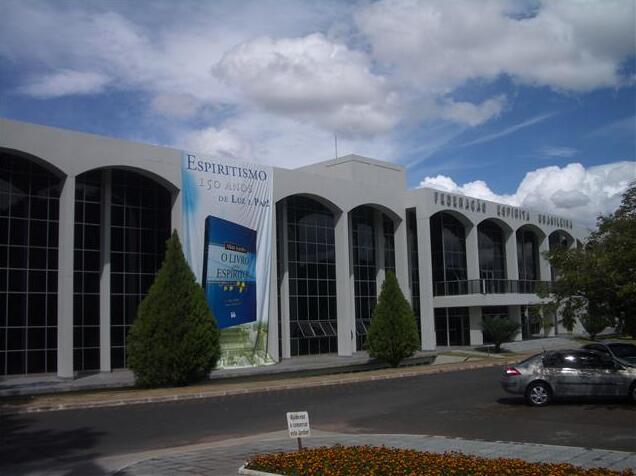
Sede da Federação Espírita Brasileira, em Brasília.

A Federação Espírita Brasileira é uma entidade de utilidade pública que foi fundada em 2 de janeiro de 1884, no Rio de Janeiro. Constitui-se em uma sociedade civil, religiosa, educacional, cultural e filantrópica, que tem por objeto o estudo, a prática e a difusão do espiritismo em todos os seus aspectos, com base nas obras da codificação de Allan Kardec e nos Evangelhos canônicos.

### Conselho Espírita Internacional
O Conselho Espírita Internacional (CEI) é um organismo resultante da união das associações representativas dos movimentos espíritas nacionais e atualmente possui 35 países associados. Foi constituído em 28 de novembro de 1992 em Madrid, na Espanha. Seus objetivos são: promoção da união solidária e fraterna das instituições espíritas de todos os países e a unificação do movimento espírita mundial; promoção do estudo e da difusão da Doutrina Espírita em seus três aspectos básicos, quais sejam o científico, o filosófico e o religioso; promoção da prática da caridade material e moral, conforme ensina a Doutrina Espírita. O principal evento organizado pelo CEI é o Congresso Espírita Mundial, realizado a cada três anos.

### Confederação Espírita Pan-Americana
A Confederação Espírita Pan-Americana, fundada em 5 de outubro de 1946 na Argentina, é uma instituição internacional, que congrega majoritariamente espíritas da América Latina. A CEPA possui instituições adesas e filiadas em diversos países, e defende uma visão laica a respeito do espiritismo. A organização assume posicionamentos polêmicos entre os espíritas, como a desvinculação entre a doutrina e o cristianismo e a necessidade de se atualizar o espiritismo em face da ciência. Desde o dia 13 de outubro de 2000, a sede da CEPA passou a ser Porto Alegre, no Rio Grande do Sul. A atuação da CEPA no Brasil se dá, principalmente, através de eventos promovidos por instituições adesas, como o Fórum do Livre Pensar Espírita e o Simpósio Brasileiro do Pensamento Espírita.

### Associação Médico-Espírita Internacional
A Associação Médico-Espírita Internacional (AME – INTERNATIONAL) foi fundada a 4 de junho de 1999, em São Paulo, Brasil. A associação tem como missão congregar as Associações Médico-Espíritas dos diversos países e tem como finalidade o estudo da Doutrina Espírita e de sua fenomenologia, tendo em vista a sua relação e integração com os campos da Ciência, em particular da Medicina, da Filosofia e da Religião. Para cumprir essa missão, estimula ou apóia a realização de estudos, cursos, experiências e pesquisas científicas, visando a aplicação do paradigma médico-espírita. Atualmente a AME-INTERNATIONAL possui 9 países integrados e tem realizado inúmeros eventos em vários países dos continentes americano e europeu.

## Demografia

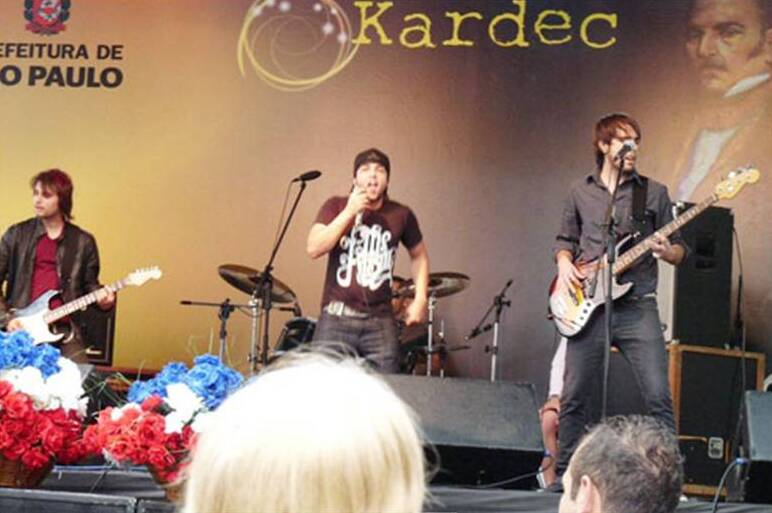
Festival Allan Kardec em São Paulo.

De 1857, ano do lançamento do O Livro dos Espíritos, a 1869, ano do falecimento de Kardec, o espiritismo conseguiu 7 milhões de adeptos. Segundo dados do ano 2005, o espiritismo possui cerca de 13 milhões de adeptos ao redor do mundo, e segundo dados do ano 2010, o Brasil - país com mais adeptos - conta com cerca de 3,8 milhões de espíritas. O Conselho Espírita Internacional (CEI) tem 36 países membros, sendo eles: Alemanha, Angola, Argentina, Austrália, Áustria, Bélgica, Bolívia, Brasil, Canadá, Chile, Colômbia, Cuba, El Salvador, Espanha, Estados Unidos, França, Guatemala, Países Baixos, Honduras, Itália, Japão, Luxemburgo, México, Moçambique, Noruega, Nova Zelândia, Panamá, Paraguai, Peru, Portugal, Reino Unido, Suécia, Suíça, Uruguai e Venezuela. Outra organização espírita internacional, a Confederação Espírita Pan-Americana, reúne instituições espíritas e delegados de 13 países como Argentina, Brasil, Colômbia, Cuba, Espanha, Estados Unidos, França, Guatemala, Honduras, México, Porto Rico, República Dominicana e Venezuela.

### Brasil

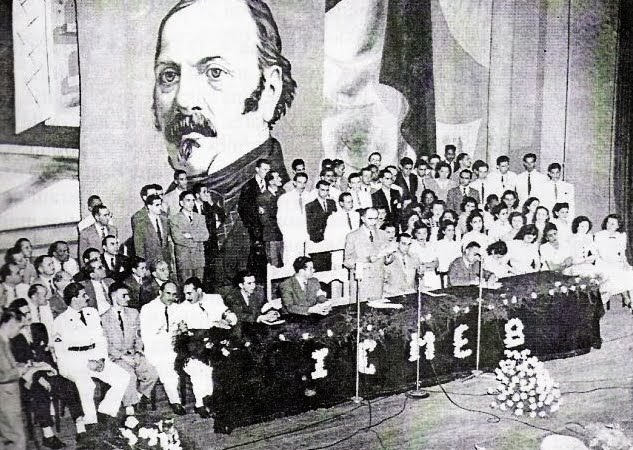
I Congresso de Mocidades Espíritas do Brasil, 1948

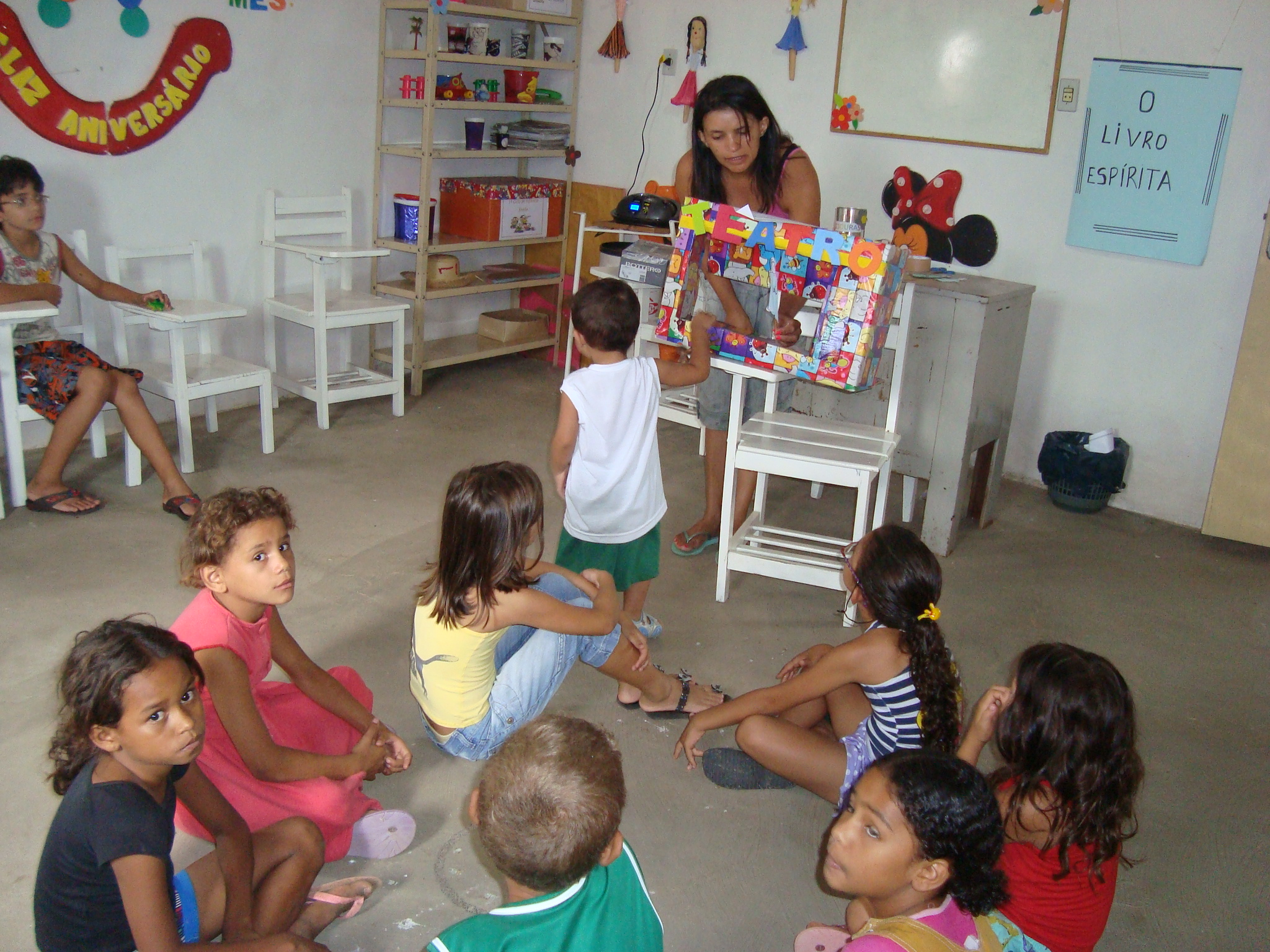
Sala de aula para iniciação de crianças no espiritismo em Boa Ventura, Paraíba.

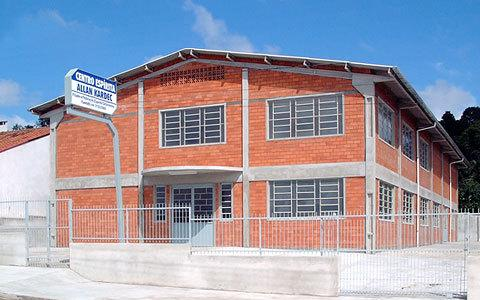
Um centro espírita em Santa Catarina.

O espiritismo chegou ao Brasil em 1865 segundo a Federação Espírita Brasileira (FEB), porém há divergências desta opinião conforme relatado abaixo:
Conquanto desde 1853 os jornais do país já registrassem reuniões familiares para a produção de fenômenos mediúnicos, o espiritismo codificado por Allan Kardec só desembarca no Brasil por volta de 1860 com os primeiros exemplares de O Livro dos Espíritos. É no ano de 1860 que surge o primeiro livro espírita publicado no Brasil: Os Tempos são chegados, do professor francês Casimir Lieutuad, obra pioneira que abre caminho para a introdução do espiritismo no Brasil.— Anuário Espírita 2006
Teve através de Bezerra de Menezes e Chico Xavier a oportunidade de se popularizar pelo país, espalhando seus ensinamentos por grande parte do território brasileiro. O Brasil é o que reúne o maior número de espíritas em todo o mundo. No século XIX, no entanto, o código penal de 1890 chegou a proibir a prática do espiritismo no Brasil e punia com até 6 meses de prisão quem praticasse o "crime". Apesar de ser tolerada socialmente, especialmente após a atuação da FEB nas primeiras décadas do século XX, a prática só deixou de ser proibida oficialmente com a promulgação do código penal de 1940. A FEB congrega aproximadamente dez mil instituições espíritas, espalhadas por todas as regiões do país. Também há várias associações espíritas brasileiras de profissionais específicos, como a Associação Médico-Espírita do Brasil, Associação Brasileira de Psicólogos Espíritas, Associação Brasileira de Magistrados Espíritas, Associação Brasileira de Artistas Espíritas, Cruzada dos Militares Espíritas etc.
De acordo com o Censo brasileiro de 2010, o Brasil possuía cerca de 3,8 milhões de espíritas. As capitais estaduais com maior percentagem de espíritas são Florianópolis (7,3%), Porto Alegre (7,1%), Rio de Janeiro (5,9%), São Paulo (4,7%), Goiânia (4,3%), Belo Horizonte (4,0%), Campo Grande (3,6%), Recife (3,6%), Brasília (3,5%) e Cuiabá (3,5%). O IBGE trata os termos kardecismo e espiritismo como equivalentes em sua classificação censitária.
Terceiro maior grupo religioso brasileiro, os espíritas são, também, o segmento social que têm maior renda e escolaridade, segundo os dados do mesmo censo. Os espíritas têm sua imagem fortemente associada à prática da caridade. Eles mantêm em todos os estados brasileiros asilos, orfanatos, escolas para pessoas carentes, creches e outras instituições de assistência e promoção social. Allan Kardec é uma personalidade bastante conhecida e respeitada no Brasil. É o autor francês mais lido no país, seus livros já venderam mais de 25 milhões de exemplares em todo o território brasileiro. Se forem contabilizados os demais livros espíritas, todos decorrentes das obras de Kardec, o mercado editorial brasileiro espírita ultrapassa 4 mil títulos já editados e mais de 100 milhões de exemplares vendidos. A temática espírita constitui o mercado editorial literário de maior sucesso no Brasil, sendo que os livros espíritas lideram o ranking dos mais vendidos nas principais livrarias do país. Segundo o censo de 2010, o espiritismo cresceu do ano de 2000 até 2010, com um expressivo aumento de mais de 60% de seguidores, passando de 2,3 milhões para 3,8 milhões de seguidores, tendo a maioria destes, idades entre 50 e 59 anos (3,1%), e na comparação com as demais posições em relação à religião, tendo o maior número de pessoas com taxa de alfabetização (98,6%), ensino superior completo (31,5%) e rendimento acima de 5 salários mínimos (19,7%), além da menor percentagem de indivíduos sem instrução (1,8%) e com ensino fundamental incompleto (15,0%).

### Cuba
Após a legalização das religiões em Cuba, houve um renascimento do espiritismo, que vinha ocorrendo naquele país caribenho desde o século XIX. Segundo dados do Ministério das Religiões, no ano de 2011 em Cuba havia 400 centros espíritas e mais 200 sendo registrados, tornando Cuba, o segundo país mais espírita do mundo por número de centros. A Associação Médico Espírita de Cuba contém o maior número de militantes na Associação Médico-Espírita Internacional.

### Espanha
Na Espanha, um dos grandes pioneiros do Espiritismo foi Luis Francisco Benítez de Lugo y Benítez de Lugo, VIII Marquês da Flórida e X Senhor de Algarrobo y Bormujos, que apresentou um projeto de lei para o ensino oficial do Espiritismo, lendo-o em 26 de agosto de 1873.

### México
Nas décadas de 1850–60 o espiritismo chega ao México, atraindo a elite intelectual em meio às suas propostas de modernismo, da reforma anticlerical e liberal de livre pensamento. O general Refugio Indalecio González traduziu obras de Kardec, publicando no México em espanhol O Evangelho Segundo o Espiritismo em 1872 e, sob direção da Sociedad Espírita Central de la República Mexicana, circulou revistas espíritas. Dentre outros, destaca-se também a divulgação inicial pelo socialista utópico Nicolás Pizarro Suárez. Em 1875, a atenção ao espiritismo tornou-se acalorada na Cidade do México, quando, numa reação positivista após publicações na imprensa, foi realizado um debate entre estudantes materialistas e espiritualistas no Liceo Hidalgo e Teatro del Conservatorio, considerado por Zenia Yébenes Escardó a "a primeira polêmica filosófica que, como tal, foi considerada no México". Além de sua presença acadêmica, foi formado um espiritismo popular, incorporando práticas indígenas e cultos locais, com um imaginário folclórico fortemente presente na figura de Teresa Urrea, uma curandeira espiritual que foi apoiada pelo espírita Lauro Aguirre. A feminista Laureana Wright, escritora já conhecida, converteu-se ao espiritismo em 1889 para promover o debate do pensamento e a igualdade das mulheres, conforme exemplos de emancipação feminina que ela observava em outros países, e passou a realizar sessões em que compareciam diversos figurões públicos, tornando-se posteriormente presidente da Sociedad Espírita Central. Grupos espíritas surgiram em várias localidades e, após um breve declínio ao final do século XIX, intensificam-se no início do século XX os olhares sobre o espiritismo na imprensa após Francisco Madero, que realizou sua divulgação através de obras que ele distribuía, congressos organizados e, inspirado por cartas que ele alegadamente psicografou, lançou um livro que promoveu a Revolução Mexicana, tornando-se presidente do México por pouco tempo até ser assassinado.

## Dissidências

### Roustainguismo

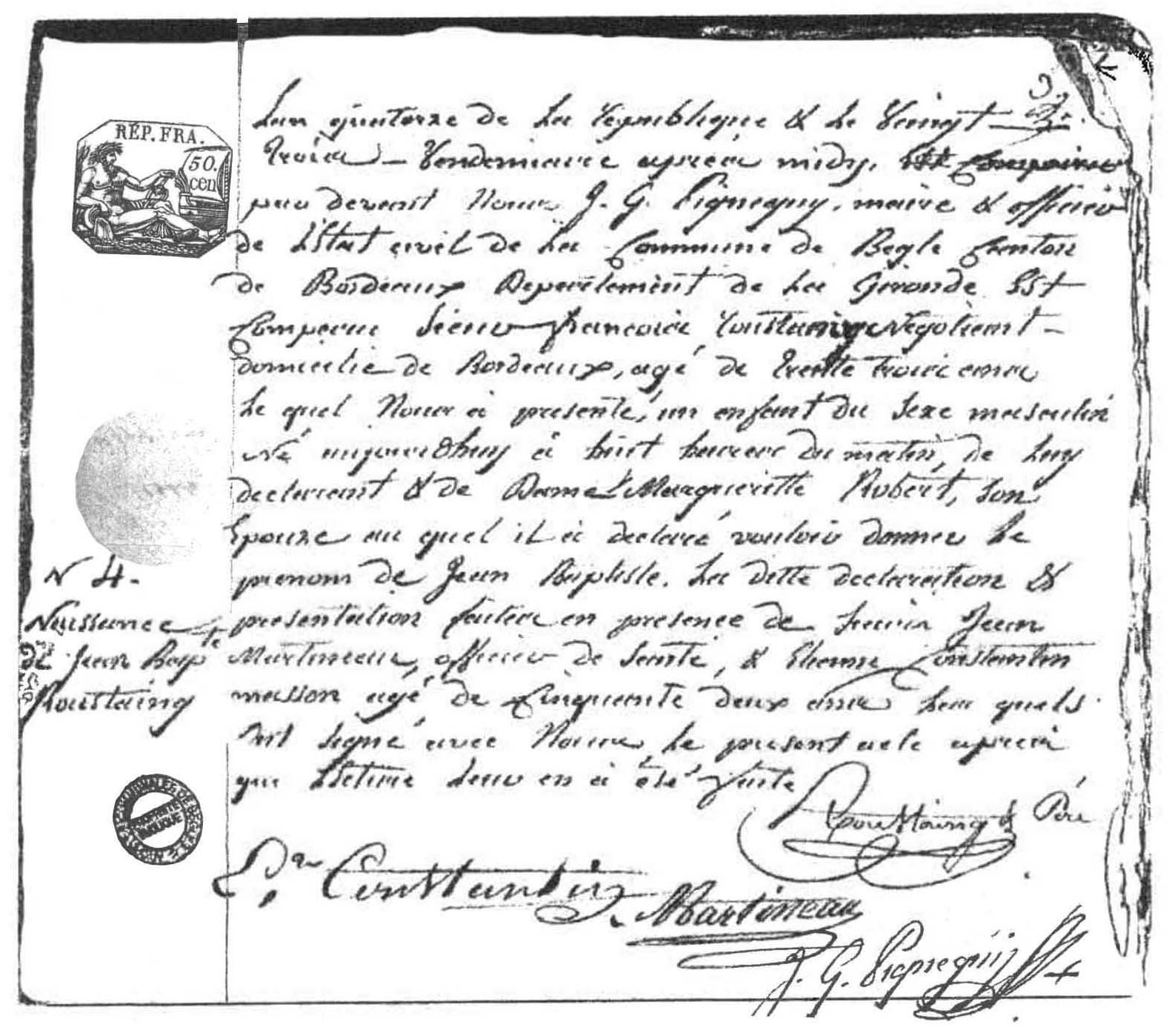
Fac-símile do registro de Jean-Baptiste Roustaing, 1805

Desde o século XIX, mais notavelmente na França e no Brasil, existem conflitos de opinião entre os espíritas, ditos, equivocadamente, "kardecistas", e os denominados "roustainguistas", consoante a admissão ou não dos postulados da obra Os Quatro Evangelhos ou Revelação da Revelação, coordenada por Jean-Baptiste Roustaing, principalmente acerca da gênese do corpo de Jesus e da queda espiritual, que provocaria a primeira encarnação nos espíritos que faliram. Para os espíritas que aceitam o binômio Kardec-Roustaing, Jesus teve um corpo "fluídico" no orbe terrestre devido a ser um espírito puro e, portanto, a gênese desse corpo fora por sua vontade psico-magnética, caracterizando-o como agênere.
Já os espíritas que não aceitam a obra Os Quatro Evangelhos, coordenada por Roustaing, acreditam que Jesus possuía um corpo material igual a de qualquer ser humano encarnado, tendo sua gênese, também, sido igual. Isto é, pela fusão de espermatozoide e óvulo.
Além disso Os Quatro Evangelhos, de Roustaing, explica que os espíritos que faliram pelo ateísmo, pelo orgulho e pelo egoísmo encarnaram em mundos primitivos como "criptógamos carnudos" (animais rastejantes assemelhados a lesmas), o que representa a doutrina da metempsicose, que não é aceita pelo espiritismo, haja vista que a doutrina da reencarnação afirma que o Espírito somente reencarna no reino hominal (Humanidade).

### Racionalismo cristão

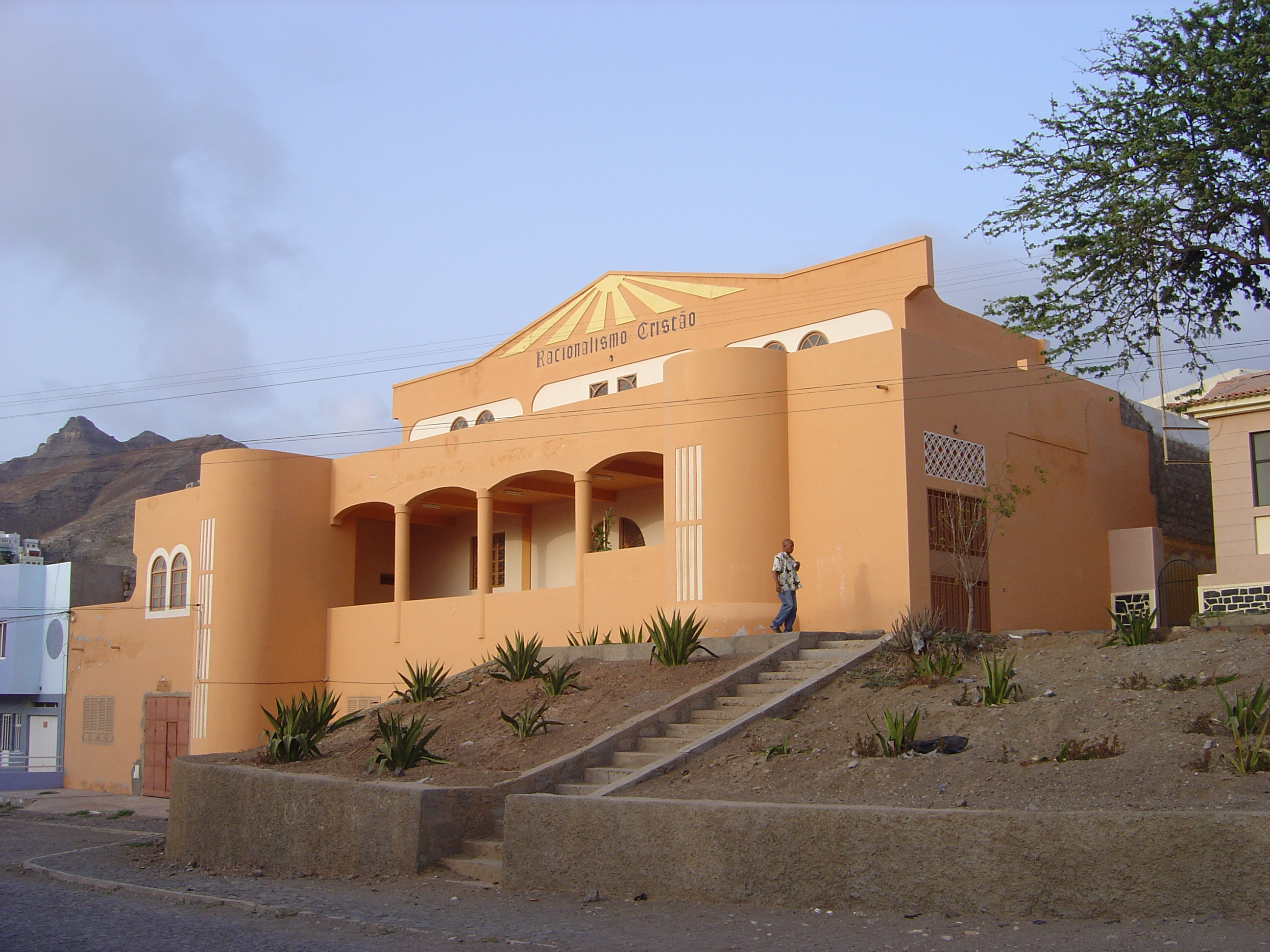
Casa Racionalista Cristã, Mindelo, São Vicente, Cabo Verde.

Na cidade brasileira de Santos, em 1910 surgiu uma dissidência do movimento espírita, que se denominou "Espiritismo Racional e Científico Cristão" e, posteriormente, Racionalismo cristão, sistematizada por Luís de Matos e Luís Alves Tomás.

### Ramatisismo
No Brasil, desde a segunda metade da década de 1950, alguns centros espíritas seguem a doutrina que teria sido ditada pelo espírito Ramatis (corporificada sobretudo nas obras psicografadas por Hercílio Maes). Distinguem-se dos centros espíritas tradicionais em função da maior ênfase ao universalismo (origem comum das religiões) e ao estudo comparado de religiões e filosofias espiritualistas ocidentais e orientais. Nota-se também a influência mais acentuada de correntes de pensamento orientais (tais como o budismo e o hinduísmo) e a proximidade com a cosmogonia do espiritualismo universalista.

### Conscienciologia
Após o fim da parceria com o médium Chico Xavier em 1968, o médium Waldo Vieira inicia pesquisa própria sobre o fenômeno denominado "projeção da consciência" (no espiritismo referido como "desdobramento espiritual"). Consequentemente, em 1987 sistematiza o movimento de cunho paracientífico chamado Conscienciologia.

### Renovação Cristã
Surgida no Brasil, também como uma dissidência do movimento espírita, desde setembro de 2002. Sem deixar de seguir a Doutrina Espírita, afirma fazê-lo com maior seriedade do que o movimento brasileiro em si, argumento usado para o afastamento.

## Impacto cultural
O espiritismo já foi tema de várias obras não literárias, como novelas, séries e filmes.

### Telenovelas
A telenovela brasileira Somos Todos Irmãos (1966), foi produzida pela extinta TV Tupi e é inspirada no romance espírita A Vingança do Judeu psicografado pela médium russa Vera Kryzhanovskaia. A telenovela A Viagem (1975), produzida pela TV Tupi, foi inspirada nos romances espíritas Nosso Lar e E a Vida Continua... psicografados por Chico Xavier desenvolvendo uma trama complexa abordando os conceitos de mediunidade, morte, obsessão espiritual, reencarnação e outros. A Rede Globo concebeu um remake dela em 1994. A telenovela O Profeta (1977), produzida pela extinta TV Tupi e também com um remake concebido em 2006 pela Rede Globo, mostra o personagem principal como um médium capaz inclusive de predizer o futuro.
Mais recentemente, as produções Alma Gêmea, Escrito nas Estrelas, Amor Eterno Amor, Além do Tempo e Espelho da Vida também contaram histórias relacionadas ao espiritismo.

### Filmes
O filme brasileiro Joelma 23º Andar, de 1979, dirigido por Clery Cunha e protagonizado por Beth Goulart, foi baseado na obra Somos Seis psicografada por Chico Xavier e é o primeiro no país com temática espírita e o único que retratou o incêndio no Edifício Joelma, que deixou 179 mortos e mais de 300 feridos (1 de fevereiro de 1974). Várias outras obras cinematográficas se seguiram, como Bezerra de Menezes - O Diário de um Espírito (de 2006, visto por mais de 500 mil espectadores), Chico Xavier (de 2010, visto por cerca de 3,5 milhões de espectadores nos cinemas), Nosso Lar (também de 2010, visto por mais de 4 milhões de espectadores nos cinemas), entre outros.

### Séries
A série The Dead Zone (2001), produzida pela Lionsgate Television e pela CBS Paramount Network Television aborda fenômenos paranormais, experiência de quase-morte, psicometria, premonição e retrocognição. O seriado baseia-se no livro homônimo escrito por Stephen King e no filme homônimo dirigido por David Cronenberg; A série Medium (2005), produzida pela NBC, tem uma protagonista que utiliza sua mediunidade como auxílio a um promotor público na resolução de crimes. O seriado baseia-se na vida da médium norte-americana Allison DuBois, sobretudo em sua obra Don't Kiss Them Good-Bye; O microsseriado A Cura (2010), exibido e produzido pela Rede Globo, retrata o protagonista Selton Mello no papel de um médium de cura que exerce cirurgias espirituais; A série A Gifted Man (2011), produzida pela CBS, aborda a história de um renomado médico cirurgião viúvo tenta mudar sua personalidade após passar a interagir com o espírito de sua falecida ex-esposa.

### Livros
- Aksakof, Alexandre (1956). Animismo e Espiritismo. Rio de Janeiro: Federação Espírita Brasileira
- Anjos, Luciano dos (2005). Para Entender Roustaing. Bragança Paulista: Ed. Lachâtre. ISBN 85-88877-39-2
- Aubrée, Marion; Laplantine, François (2009). A mesa, o livro e os espíritos: gênese, evolução e atualidade do movimento social espírita entre França e Brasil. Maceió: EDUFAL. ISBN 9788571775312
- Bezerra, Daniel; Carlos Orsi (2013). Pura Picaretagem. São Paulo: Leya. ISBN 978-85-8044-827-6
- Brandon, Ruth (1983). The Spiritualists: The Passion for the Occult in the Nineteenth and Twentieth Centuries (em inglês). Nova Iorque: Prometheus Books. ISBN 0-87975-269-6
- Camargo, Candido Procopio Ferreira de (1961). Kardecismo e Umbanda: Uma Interpretação Sociológica. São Paulo: Livraria Pioneira Editora
- Carneiro, Victor Ribas (1996). ABC do Espiritismo 5ª ed. Curitiba: Federação Espírita do Paraná. ISBN 85-7365-001-X
- Carrington, Hereward (1920). The physical phenomena of spiritualism, fraudulent and genuine: being a brief account of the most important historical phenomena, a criticism of their evidential value, and a complete exposition of the methods employed in fraudulently reproducing the same (PDF) (em inglês). Nova Iorque: Dodd, Mead & Company
- Castellan, Yvonne (1962). El Espiritismo. Cidade do México: Publicaciones Cruz O., S.A. ISBN 9682004055
- Castellan, Yvonne (1974). Le Spiritisme 5ª ed. Paris: Presses Universitaires de France
- Cavalcanti, Maria Laura Viveiros de Castro (2008). O mundo invisível: cosmologia, sistema ritual e noção de pessoa no espiritismo. Rio de Janeiro: Centro Edelstein de Pesquisa Social. ISBN 978-85-99662-27-4
- Colombo, Cleusa B. (1998). Ideias sociais espíritas. Bragança Paulista: Comenius
- Doyle, Sir Arthur Conan (2013). A História do Espiritualismo - De Swedenborg ao início do século XX. Brasília: Federação Espírita Brasileira
- Giumbelli, Emerson (1997). O cuidado dos mortos: uma história da condenação e legitimação do espiritismo. Rio de Janeiro: Arquivo Nacional. ISBN 9788570090225
- Giumbelli, Emerson (2004).  Clarke, Peter B., ed. Kardecism. Londres: Routlege. ISBN 9781134499700
- Hess, David J. (2010). Spirits and Scientists: Ideology, Spiritism and Brazilian Culture. University Park: Pennsylvania State University Press. ISBN 0271040807
- Incontri, Dora (2004). Pedagogia Espírita, um Projeto Brasileiro e suas Raízes. Bragança Paulista: Comenius

- Isaia, Artur Cesar (2006). Orixás e espíritos: o debate interdisciplinar na pesquisa contemporânea. Uberlândia: EDUFU. ISBN 8570780915

1. Lewgoy, Bernardo. «O sincretismo invisível: um olhar sobre as relações entre catolicismo e espiritismo no Brasil. Páginas 209-224
2. Silva, Eliana Moura da (2006). «Similaridades e diferenças entre estilos de espiritualidade metafísica: o caso do Círculo Esotérico da Comunhão do Pensamento (1908-1943)». 225-239
3. Silva, Raquel Marta da. «Chico Xavier: um bem simbólico nacional? Uma análise sobre a construção do imaginário espírita uberabense». 241-261
4. Stoll, Sandra Jacqueline. «O espiritismo na encruzilhada: mediunidade com fins lucrativos?» 263-278

- Isaia, Artur Cesar; Manoel, Ivan Aparecido (2011). Espiritismo & Religiões Afro-Brasileiras: História e Ciências Sociais. São Paulo: Editora da UNESP. ISBN 9788539302208
- Kardec, Allan (2017) [1857]. O Livro dos Espíritos. Rio de Janeiro: Federação Espírita Brasileira. ISBN 9788573288896
- Kardec, Allan (2013) [1859]. O que é o Espiritismo. Rio de Janeiro: Federação Espírita Brasileira. ISBN 978-85-7328-766-0
- Kardec, Allan (1861). O Espiritismo na sua expressão mais simples. Rio de Janeiro: Federação Espírita Brasileira
- Kardec, Allan (2015) [1861]. O Livro dos Médiuns. Rio de Janeiro: Federação Espírita Brasileira
- Kardec, Allan (2013) [1864]. O Evangelho Segundo o Espiritismo (PDF). Rio de Janeiro: Federação Espírita Brasileira
- Kardec, Allan (2017) [1865]. O Céu e o Inferno. Rio de Janeiro: Federação Espírita Brasileira
- Kardec, Allan (1944) [1868]. A Gênese. Rio de Janeiro: Federação Espírita Brasileira
- Kloppenburg, Carlos José Boaventura (1960). Por que a igreja condenou o espiritismo. Petrópolis: Editora Vozes. ISBN 8515004585
- Kloppenburg, Carlos José Boaventura (1991). Espiritismo: orientação para os católicos. São Paulo: Edições Loyola. ISBN 8515004585
- Lantier, Jacques (1980). O Espiritismo. Lisboa: Edições 70
- Laureys, Steven; Tononi, Giulio (2009). «23 - Leaving Body and Life Behind: Out-of-Body and Near-Death Experience». The Neurology of Consciousness (em inglês). San Diego: Academic Press. ISBN 9780080921020
- Maior, Marcel Souto (2013). Kardec - A Biografia 1ª ed. São Paulo: Record
- Monroe, John Warne (2008). Laboratories of faith: mesmerism, spiritism, and occultism in modern France (em inglês). Ithaca: Cornell University Press. ISBN 9780801445620
- Neto, Paulo da Silva Sobrinho (2010). Racismo em Kardec?: A propaganda antiespírita e a verdade doutrinária. Divinópolis: Grupo Educação Ética e Cidadania. ISBN 9788598107318
- Pesoli, Fabrizio (1999). Aspetti della ricerca scientifica sullo spiritismo in Italia (1870-1915). Milão: Università degli Studi di Milano
- Pigliucci, Massimo; Boudry, Maarten (2013). «Goode, Erich. Paranormalism and Pseudoscience as Deviance». Philosophy of pseudoscience: reconsidering the demarcation problem (em inglês) 1ª ed. Chicago: The University of Chicago Press. ISBN 978-0-226-05182-6
- Pine, Frances; João de Pina-Cabral (2008). On the Margins of Religion (em inglês). Nova Iorque: Berghahn Books. ISBN 978-1-84545-409-8
- Podmore, Frank (2011) [1902]. Modern Spiritualism: A History and a Criticism. 1. Cambridge: Cambridge University Press. ISBN 978-1-108-07257-1
- Pracontal, Michel de (2004). A impostura científica em dez lições. São Paulo: UNESP. ISBN 8571395217
- Prandi, J. Reginaldo (2012). Os mortos e os vivos: uma introdução ao espiritismo. São Paulo: Três Estrelas
- Rizzini, Jorge (2000). Herculano Pires, o apóstolo de Kardec. São Paulo: Paideia. ISBN 0000035491
- Stoll, Sandra Jacqueline (1999). Entre Dois Mundos: o Espiritismo da França no Brasil. São Paulo: USP
- Stoll, Sandra Jacqueline (2003). Espiritismo à Brasileira. São Paulo: EDUSP. ISBN 9788531408076
- Tanner, Amy (1910). Studies in spiritism (em inglês). Nova Iorque: D. Appleton and Company
- Tyson, Philip; Jones, Dai; Elcock, Jonathan (2011). Psychology in Social Context: Issues and Debates. Nova Jérsei: Wiley-Blackwell. ISBN 978-1-4443-9623-2
- Wantuil, Zêus; Thiesen, Francisco (2004). Allan Kardec – o Educador e o Codificador. Rio de Janeiro: Federação Espírita Brasileira
- Xavier, Francisco Cândido; Emmanuel (2013) [1940]. O Consolador 29ª ed. Rio de Janeiro: Federação Espírita Brasileira. ISBN 978-85-7328-781-3

### Periódicos
- Alcock, James E. (1987). «Parapsychology: Science of the anomalous or search for the soul?». Behavioral and Brain Sciences. 10 (4): 553–565. doi:10.1017/S0140525X00054467
- Almeida, A. M. de; T. M. de Almeida; A. M. Gollner (2000). «Cirurgia espiritual: uma investigação». Revista da Associação Médica Brasileira. 46 (3): 194-200. doi:10.1590/S0104-42302000000300002
- Almeida, A. M. de; Neto, Francisco Lotufo (2005). «Spiritist Views of Mental Disorders in Brazil. Transcult Psychiatry». Transcultural Psychiatry. 42 (4). doi:10.1177/1363461505058916
- Arribas, Célia da Graça (2008). Afinal, espiritismo é religião?: A doutrina espírita na formação da diversidade religiosa brasileira (Tese). São Paulo: Universidade de São Paulo
- Arribas, Celia da Graça (2014). No princípio era o verbo: espíritas e espiritismos na modernidade religiosa brasileira (Tese de Doutorado em Sociologia). São Paulo: FFLCH-USP
- Dawson, Andrew (2012). «Spirit Possession in a New Religious Context». Nova Religio: The Journal of Alternative and Emergent Religions (em inglês). 15 (4): 60-84. doi:10.1525/nr.2012.15.4.60
- Giumbelli, Emerson (1997). «Heresia, doença, crime ou religião: o Espiritismo no discurso de médicos e cientistas sociais». Revista de Antropologia. 40 (2): 31–82. ISSN 0034-7701. doi:10.1590/S0034-77011997000200002
- Giumbelli, Emerson (2003). «O "baixo espiritismo" e a história dos cultos mediúnicos». Horizontes Antropológicos. 9 (19): 247–281. doi:10.1590/S0104-71832003000100011
- Greenfield, Sidney M (1993). «Legacies from the Past and Transitions to a "Healed" Future in Brazilian Spiritist Therapy». Anthropologica. 35 (1): 23-38
- Hess, David J. (1987). «The Many Rooms of Spiritism in Brazil». Luso-Brazilian Review (em inglês). 24 (2): 15-34
- Hess, David J. (1989). «Disobsessing Disobsession: Religion, Ritual, and the Social Sciences in Brazil». Cultural Anthropology (em inglês). 4 (2): 182-193. doi:10.1525/can.1989.4.2.02a00040
- Lang, Alice Beatriz da Silva Gordo (2008). «Espiritismo no Brasil». Cadernos CERU (USP). 19 (2)
- Lewgoy, Bernardo (2000). Os espíritas e as letras: um estudo antropológico sobre cultura escrita e oralidade no espiritismo kardecis (Tese de Doutorado em Antropologia Social). São Paulo: USP. 352 páginas
- Lewgoy, Bernardo (2001). «Chico Xavier e a cultura brasileira». Revista de Antropologia. 44 (1): 53-116. doi:10.1590/S0034-77012001000100003
- Lewgoy, Bernardo (2004). «Etnografia da leitura num grupo de estudos espírita». Horizontes Antropológicos. 10 (22): 255-282. doi:10.1590/S0104-71832004000200011
- Lewgoy, Bernardo (2004). «O livro religioso no Brasil recente: uma reflexão sobre as estratégias editoriais de espíritas e evangélicos». Ciencias sociales y religión. 6 (6): 51-59
- Lewgoy, Bernardo (2006). «Representações de ciência e religião no espiritismo kardecista: antigas e novas configurações». Civitas - Revista de Ciências Sociais. 6 (2). doi:10.15448/1984-7289.2006.2.60
- Lewgoy, Bernardo (2008). «A transnacionalização do espiritismo kardecista brasileiro: uma discussão inicial». 28 (1): 84-104. doi:10.1590/S0100-85872008000100005
- Lucchetti, G.; Aguiar PR; Braghetta CC; Vallada CP; Moreira-Almeida A; Vallada H. (2012). «Spiritist psychiatric hospitals in Brazil: integration of conventional psychiatric treatment and spiritual complementary therapy». Cult Med Psychiatry. 36 (1). doi:10.1007/s11013-011-9239-6
- Lucchetti, G.; Jr., J. C. Daher; Jr, Iandoli D.; Gonçalves, J.P.; Lucchetti, A.L. (2013). «Historical and cultural aspects of the pineal gland: comparison between the theories provided by Spiritism in the 1940s and the current scientific evidence» (PDF). Neuro Endocrinol Lett. 34 (8)
- Míkola, Nádia (2011). «A inserção da homeopatia no Brasil e o espiritismo como estratégia de legitimação. 1860-1890» (PDF). Revista Brasileira de História das Religiões. 3 (9): 1-12
- Neto, Antonio Augusto Machado de Campos (2007). «A filosofia espírita. O direito natural. O direito justo». Revista da Faculdade de Direito da Universidade de São Paulo. 102
- Rocha, Cristina (2009). «A globalização do espiritismo: fluxos do movimento religioso de João de Deus entre a Austrália e o Brasil». Revista de Antropologia. 52 (2): 571-603
- Rocha, Cristina; Manuel A. Vásquez (2014). «O Brasil na nova cartografia global da religião». Religião & Sociedade. 34 (1): 13-37. doi:10.1590/S0100-85872014000100002
- Rocha, Cristina; Cristina (2015). «A globalização da cura espírita Biomedicina, João de Deus e seus seguidores australianos». Tempo Social. 27 (1): 95–115. doi:10.1590/0103-20702015019
- Vannuchi, Maria Lúcia (2013). «Um olhar sociológico sobre o espiritismo: trajetórias, ideias e práticas». Estudos de Sociologia (UNESP). 18 (34)
- Warren, Donald, Jr (1968). «Spiritism in Brazil». Journal of Inter-American Studies. 10 (3): 393-405. doi:10.2307/165352
- Warren, Donald, Jr (1968). «Portuguese Roots of Brazilian Spiritism». Luso-Brazilian Review. 5 (2): 3-33

### Sítio eletrônico
- «Centre National de Ressources Textuelles et Lexicales - Etymologie du Spiritisme». Ministério Francês de Ensino Superior e Pesquisa. 2012. Consultado em 28 de setembro de 2012
- «Verbete "Spiritisme"». Dicionário Larousse. Consultado em 28 de setembro de 2012
- «Espiritismo». Dicionário infopédia da Língua Portuguesa, Porto Editora. 2019. Cópia arquivada em 7 de outubro de 2019
- «Diretriz doutrinária da Federação Espírita do RN». Federação Espírita do Rio Grande do Norte. 2014. Consultado em 2 de maio de 2015
- «Rio Grande do Sul tem maior adesão a religiões afro no país». O Observatório da Cidade de Porto Alegre. 26 de outubro de 2012. Consultado em 2 de maio de 2015
- «Diferenças entre o espiritismo e a umbanda». Núcleo Espírita Assistencial "Paz e Amor". Consultado em 2 de maio de 2015. Arquivado do original em 4 de fevereiro de 2015
- «Esclarecimentos sobre o que é o Espiritismo». Instituto de Intercâmbio do Pensamento Espírita de Pernambuco. Consultado em 13 de abril de 2010. Arquivado do original em 1 de agosto de 2007
- «Spiritism/Kardecism». Universidade de Cumbria. Consultado em 29 de junho de 2012. Arquivado do original em 29 de abril de 2001
- Nani Rubin (24 de novembro de 2013). «Livro Reconstitui a Gênese do Espiritismo». O Globo. Consultado em 22 de junho de 2014
- Millecco, Luiz Antonio (1997). «Espiritismo ou Kardecismo?». Portal do Espírito. Consultado em 24 de abril de 2016. Arquivado do original em 24 de fevereiro de 2003
- Carvalho, Herivelto. «Breve Análise sobre os Termos Kardecismo e Kardecista». Associação dos Divulgadores do Espiritismo de São Paulo. Consultado em 24 de abril de 2016. Arquivado do original em 23 de setembro de 2015
- Bismael B. Moraes (abril de 2002). «Kardecismo como Espiritismo: um Conceito». Centro Espirita Ismael. Consultado em 13 de abril de 2010
- «O cientista dos espíritos». Revista e História da Biblioteca Nacional. 2009. Consultado em 11 de dezembro de 2015. Arquivado do original em 22 de setembro de 2015
- Bernardo, André (2019). «Como Allan Kardec popularizou o espiritismo no Brasil, o maior país católico do mundo». BBC Brasil
- Calejo, Marco Antonio (2018). «Entidades espíritas ganham homenagens por boas iniciativas». ALESP
- Cariello, Rafael (2012). «Crítica: Sociólogo analisa espiritismo e seu enraizamento no Brasil». Folha de S. Paulo. Esse caráter moderno, cientificista, foi exaltado por Allan Kardec ao fundar o espiritismo, que se valia também de outra ideia característica da modernidade, a de progresso, associada às reencarnações dos espíritos.
- Figueiredo, Luciano (2008). «Carta do Editor - Nº 33». Revista de História da Biblioteca Nacional. Consultado em 11 de dezembro de 2015. Arquivado do original em 6 de março de 2012
- Giumbelli, Emerson (2008). «Nação espírita: Embora tenha nascido na França, a religião de Kardec encontrou no Brasil sua verdadeira pátria». Revista de História da Biblioteca Nacional. Consultado em 11 de dezembro de 2015. Arquivado do original em 6 de março de 2012
- Isaia, Artur Cesar (2008). «Fé contagiosa». Revista de História da Biblioteca Nacional. Consultado em 11 de dezembro de 2015. Arquivado do original em 6 de março de 2012
- Lemle, Marina (2008). «Até católico acredita: Em debate na Biblioteca Nacional, antropólogo e espírita discutem a popularidade da religião que se baseia na existência de um mundo espiritual e ao mesmo tempo se identifica com a ciência». Revista de História da Biblioteca Nacional. Consultado em 11 de dezembro de 2015. Arquivado do original em 19 de outubro de 2012
- Lima, Vivi Fernandes de (2010). «Fenômeno eterno: Filmes e livros lembram o centenário de Chico Xavier, mas o espiritismo está no país desde o século XIX». Revista de História da Biblioteca Nacional. Consultado em 11 de dezembro de 2015. Arquivado do original em 13 de agosto de 2011
- Lima, Vivi Fernandes de (2010). «Antes e depois de Chico Xavier: O historiador Artur Cesar Isaia fala sobre a popularidade de Chico Xavier e a incrível adesão ao espiritismo no Brasil». Revista de História da Biblioteca Nacional. Consultado em 11 de dezembro de 2015. Arquivado do original em 25 de outubro de 2016
- Schröder, André (2016). «Por que o espiritismo pegou tanto no Brasil». Superinteressante. Consultado em 4 de outubro de 2019
- Vilela, Túlio (2010). «Quadrinhos - Terror tupiniquim». Revista de História da Biblioteca Nacional. Consultado em 11 de dezembro de 2015. Arquivado do original em 8 de março de 2012